# Lalín
Lalín es un municipio de España, en la provincia gallega de Pontevedra, y una ciudad, capital de dicho municipio y de la comarca del Deza.

## Toponimia
En el Concilio II de Braga, bajo el reinado del Rey Teodomiro y en el año 572, se crean once comitatus o condados en la diócesis de Lugo, siendo uno de ellos el Comitatus Dezensis, con su capital en un indefinido lugar de nombre Dezam, y que tenía sus límites entre el monte Farelo (antiguamente monte Sumio), el río Arnoya (Arnego), Foxo y monte Carrio, y parece que su primer conde fue un tal Sinefredo Fernández Arias de Temes.
El nombre de Lalín apareció el siglo X refiriéndose al monasterio de San Martín, en lo que actualmente es Lalín de Arriba, y las tierras que fueron trabajadas tiempo atrás por el colono Lalino. Más tarde las heredaron los Condes de Deza. El nombre apareció en numerosos textos medievales y viene, supuestamente, de un juego de palabras con lana y lino, por la abundancia de estos productos.
El obispo Odoario, al regresar de su cautiverio en África, por intercambio de prisioneros negociado por Alfonso I, e instalado de nuevo en la Sede Lucense hace uso del derecho de presura y emprende la restauración de la diócesis. Reedificó la ciudad de Lugo, arrasada por los moros, y entregó las villas a sus compañeros de cautiverio y a sus ‘familiares’, quedando los nombres de estos en Guntín, por Guntino; Destriz por Desterigo; Vila Cendoy por Sendón; Mazoy y Macedon por Macedonio; Vilamarce por Marco; Framil por Framiro; Ramil por Ramiro, y Agari (hoy Puertomarín) por Agarico. De lo cual se ha deducido, aunque sin fundamento, que Lalín por Lalinus. 
En su testamento, Odoario deja a la Iglesia Lucense el señorío de la propia ciudad de Lugo «que toda la restauré desde sus raíces… y las villas que ahora diré y adquirí por derecho de ocupación y poblé con parientes y familiares míos…», y pasa a nombrar, entre otras, «en Ventosa la iglesia de San Mamed de Trabancas y San Andrés de Orrea; en Deza San Juan de Palmou, Santa María de Bermés y San Juan de Botos; la iglesia de Santa María de Trasdeza que llaman Pedre…». Este documento está confirmado por el rey Alfonso I y es un título dotal (scriptura dotis), requisito previo indispensable para fundar o restaurar una iglesia.
De 1094 data un documento de donación por el que un tal Suario, hijo del conde Munio o Muño, por tanto es Don Suario o Suero Muñoz o Muñiz, dona a la Iglesia de Lugo varias villas en tierras de Lemos y Chantada, de donde menciona la villa de Agoada. Esta donación la efectúa condicionada a que su esposa Doña Sancha Vela, hija de Vela Ovéquiz, las tenga en usufructo de por vida pues se comprometen ambos a ‘no trasladarse a otra parte y permanecer aquí perpetuamente’. Ambos esposos lo hacen, seguramente, in praetio sepulturae en la catedral, pasando así a ser ‘familiares’ del Obispo. Al morir ellos, toda la hacienda que posean además de todo lo mencionado y las porciones de monasterios que les correspondan por herencia de su madrastra (noverca, en latín), la condesa Doña Elvira, que al morir ésta debían pasar al otorgante de este documento, y eran : «En Deza la sexta parte de Lalini, o sea la sexta parte del monasterio de San Martín de Lalín, fundado allá por el 970 por el Obispo de Dumio Don Arias; la duodécima parte de Belleli, (acaso Belelle); la sexta parte de San Andrés de Carmoega y todo lo demás que en aquellos confines me pertenece; en Camba, Villanueva de Abdellane (Adelán), Fagildi (Failde), Vilela, Rivo (Río), Saa y todo lo que en Camba tenía Don Munio».

## Geografía
Integrado en la comarca del Deza, de la que ejerce de capital, se sitúa a 68 kilómetros de la capital provincial. El término municipal está atravesado por la autopista Central de Galicia (AP-53) y por la carretera N-525 entre los pK 284 y 298, además de por la carretera N-640, que se dirige hacia Lugo, la carretera provincial PO-533, que conecta con Chantada, la carretera provincial PO-534, que se dirige hacia Pontevedra, y la carretera PO-902, que conecta con Carballino.
Con una extensión en su término municipal de 326 km², es el municipio más grande de Pontevedra y el cuarto de Galicia. 
El relieve del municipio está caracterizado por el valle del río Deza, afluente del río Ulla,que hace de límite por el oeste con el municipio de Silleda. Sin embargo, limitando el valle, también cuenta con zonas montañosas, destacando los Montes de Testeiro y la sierra de O Candán al suroeste, donde se alcanzan las máximas cotas (Candán, 1015 metros). Otros ríos discurren por el municipio entre las montañas, como el Arnego, que hace de límite con Golada, y el Asneiro, que cruza el territorio antes de desembocar en el Deza. La altitud oscila entre los 1015 metros en la sierra de O Candán y los 280 metros a orillas del río Deza. El casco urbano se alza a 595 metros sobre el nivel del mar. 
| Noroeste: Silleda y Villa de Cruces | Norte: Villa de Cruces y Golada | Noreste: Golada          |
| Oeste: Silleda                      |                                 | Este: Golada y Rodeiro   |
| Suroeste: Forcarey                  | Sur: Irijo (Orense) y Dozón     | Sureste: Rodeiro y Dozón |

### Clima
Lalín es lugar soleado de clima atlántico húmedo: 
- Se registran más de 2 200 horas de sol al año, lo que supone un promedio de 68 horas al mes. Los valores máximos se dan en julio y agosto, con unas 250 horas cada mes (más de 8 horas al día).
- La temperatura media, en torno a los 12 °C, oscila  entre 23 °C de julio a agosto, y 3 °C de diciembre a marzo.
- Las precipitaciones son especialmente abundantes en los meses de octubre a enero, con máximos cercanos a los 160 mm en octubre y noviembre.
El período más seco va de junio a agosto, con un mínimo inferior a los 40 mm en julio.
El mes con más días de lluvia es noviembre (14.73 días); el de menos, julio (6.77 días).
- La humedad relativa del aire se mantiene por encima del 70% todo el año, oscilando entre el 88% de enero y el 74% de agosto.

| Parámetros climáticos promedio de Lalín (514 msnm) · Periodo de referencia: 1991-2021 | Parámetros climáticos promedio de Lalín (514 msnm) · Periodo de referencia: 1991-2021 | Parámetros climáticos promedio de Lalín (514 msnm) · Periodo de referencia: 1991-2021 | Parámetros climáticos promedio de Lalín (514 msnm) · Periodo de referencia: 1991-2021 | Parámetros climáticos promedio de Lalín (514 msnm) · Periodo de referencia: 1991-2021 | Parámetros climáticos promedio de Lalín (514 msnm) · Periodo de referencia: 1991-2021 | Parámetros climáticos promedio de Lalín (514 msnm) · Periodo de referencia: 1991-2021 | Parámetros climáticos promedio de Lalín (514 msnm) · Periodo de referencia: 1991-2021 | Parámetros climáticos promedio de Lalín (514 msnm) · Periodo de referencia: 1991-2021 | Parámetros climáticos promedio de Lalín (514 msnm) · Periodo de referencia: 1991-2021 | Parámetros climáticos promedio de Lalín (514 msnm) · Periodo de referencia: 1991-2021 | Parámetros climáticos promedio de Lalín (514 msnm) · Periodo de referencia: 1991-2021 | Parámetros climáticos promedio de Lalín (514 msnm) · Periodo de referencia: 1991-2021 | Parámetros climáticos promedio de Lalín (514 msnm) · Periodo de referencia: 1991-2021 |
| Mes                                                                                   | Ene.                                                                                  | Feb.                                                                                  | Mar.                                                                                  | Abr.                                                                                  | May.                                                                                  | Jun.                                                                                  | Jul.                                                                                  | Ago.                                                                                  | Sep.                                                                                  | Oct.                                                                                  | Nov.                                                                                  | Dic.                                                                                  | Anual                                                                                 |
| ------------------------------------------------------------------------------------- | ------------------------------------------------------------------------------------- | ------------------------------------------------------------------------------------- | ------------------------------------------------------------------------------------- | ------------------------------------------------------------------------------------- | ------------------------------------------------------------------------------------- | ------------------------------------------------------------------------------------- | ------------------------------------------------------------------------------------- | ------------------------------------------------------------------------------------- | ------------------------------------------------------------------------------------- | ------------------------------------------------------------------------------------- | ------------------------------------------------------------------------------------- | ------------------------------------------------------------------------------------- | ------------------------------------------------------------------------------------- |
| Temp. máx. media (°C)                                                                 | 9.4                                                                                   | 10.2                                                                                  | 12.6                                                                                  | 14.3                                                                                  | 17.1                                                                                  | 20.8                                                                                  | 22.8                                                                                  | 23.4                                                                                  | 21.7                                                                                  | 17.3                                                                                  | 11.9                                                                                  | 10.1                                                                                  | 16.0                                                                                  |
| Temp. media (°C)                                                                      | 5.9                                                                                   | 6.0                                                                                   | 8.1                                                                                   | 9.7                                                                                   | 12.4                                                                                  | 15.8                                                                                  | 17.6                                                                                  | 17.9                                                                                  | 16.3                                                                                  | 12.9                                                                                  | 8.4                                                                                   | 6.5                                                                                   | 11.5                                                                                  |
| Temp. mín. media (°C)                                                                 | 2.8                                                                                   | 2.3                                                                                   | 3.9                                                                                   | 5.4                                                                                   | 7.9                                                                                   | 11                                                                                    | 12.8                                                                                  | 13.2                                                                                  | 11.7                                                                                  | 9.2                                                                                   | 5.4                                                                                   | 3.4                                                                                   | 7.4                                                                                   |
| Precipitación total (mm)                                                              | 141.0                                                                                 | 105.0                                                                                 | 109.0                                                                                 | 124.0                                                                                 | 107.0                                                                                 | 67.0                                                                                  | 38.0                                                                                  | 47.0                                                                                  | 80.0                                                                                  | 157.0                                                                                 | 156.0                                                                                 | 146.0                                                                                 | 1277                                                                                  |
| Días de lluvias (≥ 1.0 mm)                                                            | 10                                                                                    | 8                                                                                     | 9                                                                                     | 11                                                                                    | 11                                                                                    | 7                                                                                     | 5                                                                                     | 5                                                                                     | 7                                                                                     | 10                                                                                    | 11                                                                                    | 10                                                                                    | 104                                                                                   |
| Horas de sol                                                                          | 109                                                                                   | 129                                                                                   | 177                                                                                   | 192                                                                                   | 223                                                                                   | 243                                                                                   | 251                                                                                   | 248                                                                                   | 222                                                                                   | 180                                                                                   | 120                                                                                   | 118                                                                                   | 2212                                                                                  |
| Humedad relativa (%)                                                                  | 88                                                                                    | 84                                                                                    | 81                                                                                    | 81                                                                                    | 80                                                                                    | 78                                                                                    | 75                                                                                    | 74                                                                                    | 76                                                                                    | 83                                                                                    | 87                                                                                    | 86                                                                                    | 81.1                                                                                  |
| Fuente: Climate Data                                                                  |                                                                                       |                                                                                       |                                                                                       |                                                                                       |                                                                                       |                                                                                       |                                                                                       |                                                                                       |                                                                                       |                                                                                       |                                                                                       |                                                                                       |                                                                                       |

### Flora
Los árboles del municipio son principalmente pinos, castaños, eucaliptos y robles.

## Historia
En Lalín hay unos treinta castros, que evidencian la prehistoria local, y también hay una docena más de topónimos que muestran que ha habido asentamientos semejantes, pero ya desaparecidos. Se conservan, además, un centenar de mámoas, anteriores a la época de los castros.
También ha habido hallazgos prerromanos, como puntas de flechas, objetos de cerámica, machetes, y otros.

### El Diploma de Quiza Gonteríquiz
En la época sueva la comarca hubo de revestir alguna especial importancia, como parece desprenderse del Diploma de Quiza Gonteríquiz o «documento Quiza (DQ)», el documento más antiguo de la Universidad de Santiago de Compostela. Para el investigador de Liverpool V. H. Friedel se trata de una copia debida a un archivero de San Martín Pinario del documento por el que un tal Quiza Gonteriz, Quizagón, vende a Cakarit, Gondemaro y Fonsino y sus herederos, un ‘villar’ o posesión situada entre los ríos Deza y Fletas:

Quiza Gonteríquiz vende a Cakaríl, Gondemaro, Fonsino y a sus herederos el villar de 'Zobra' y la vila de Nogueira, sita en la falda del monte 'Zobra', entre los ríos Leza y 'Fleta', por precio de siete vacas 

La posesión está cerca de una vía que va hacia Portugal, delimitada por unas «pennas maiores e inde in anta, et inde ribulo de lobos…»   La venta incluye todo cuanto hay en el terreno, tanto de las cosas que producen como de las infructuosas: «Unde primiter decimus, vendimus a uobis villare de Zobra ab integro». 
Este escrito, de difícil y discutida interpretación, que ubica el asiento de algunos reyes, fue dado a conocer por el historiador gallego Manuel Murguía en su Historia de Galicia, volumen IV (La Coruña, 1891).
Para Murguía no hay duda de que el documento es original, por hallarse escrito en papel, «que es una prueba más de su autenticidad, pues el pergamino no se empezó a usar hasta el siglo VIII, siendo más que fácil que por los trastornos que entonces se experimentaban viniese poco a Galicia, no sólo en la citada centuria sino también en la siguiente». Además, Murguía afirma que «está escrito en letra sajona, acusando la presencia de monjes ingleses».   La datación del escrito es la única dificultad que se le presenta a Murguía: «… no se puede conceder que sea la Era DCCCXXVI como en él se lee, sino que ha de entenderse… que es Era DCCCLXVI, quiere decir año 828» (no 788). 
Emilio y Carlos Sáez valoran las afirmaciones de Murguía como «tan sorprendentes que caen en lo pintoresco», mientras que el hispanista francés Louis Barrau-Dihigo afirma que «el Diploma de Quiza es una copia amañada de un documento original de fecha desconocida, realizada en el siglo X o más adelante». Pero, con todo, lo curioso es que esta venta la confirman, tras de los testigos, ‘RAMIRUS REX’ y ‘SILUS REX’, y en la comarca del Deza se ubican los lugares, muy próximos uno de otro, de Donramiro (Don Ramiro) y Donsión (Don Silón), y aún un tercero Donfreán. Llegamos así a la oscura y controvertida cuestión de los 'reyes'.

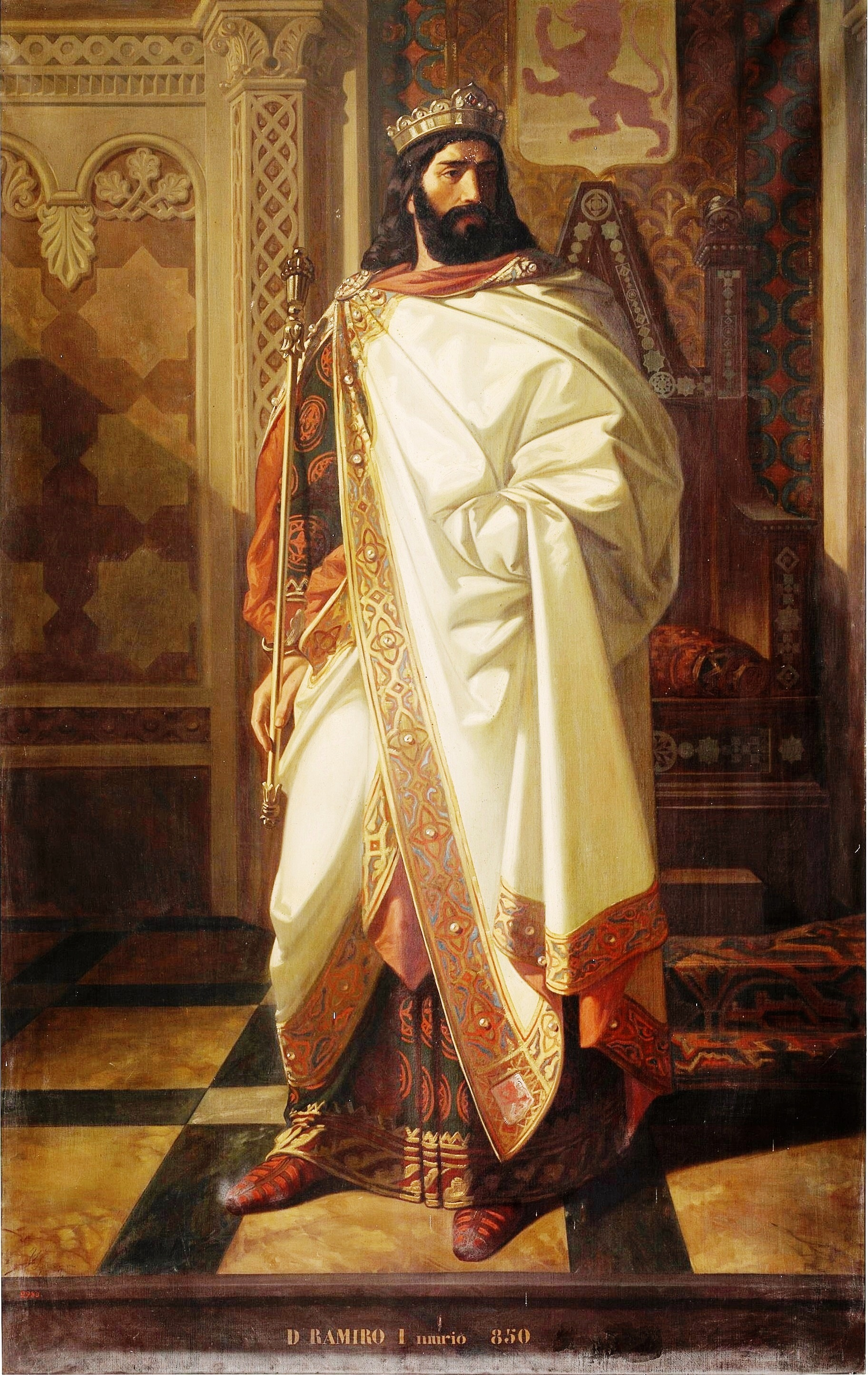
Ramiro I de Asturias (790-850), el Ramirus Rex del «Diploma de Quiza Gonteríquiz», según el historiador gallego Manuel Murguía

Hay una carta donación de Carboeiro del 960 y otra de Antealtares del año 968, y en ambas, los donantes se dicen nietos de su abuelo el rey Don Silo. En la primera, un archidiácono dona al monasterio de Carboeiro el lugar de Silonis (Donsión), que fue de su abuelo el rey Don Silo. En la otra carta donación de 968, el diácono Don Munio o Nuño concede a San Pelayo de Antealtares, la villa de Felgaria (Filgueira), también en tierras de Deza, que había tenido su abuelo el Rey Don Silo, ‘avus meus Rex don Silus’.
Para Murguía, el Ramiro del diploma fue Ramiro I, rey de Asturias (842-850), que habría despojado a Alfonso II de su soberanía en tierras gallegas hacia 822-824 y habría compartido el poder con un príncipe llamado Silo, de linaje desconocido. Si estos dos reyes gobernaban a un mismo tiempo en Galicia, cosa casi imposible, uno lo tendría que hacer en la Gallaecia Lucense y otro en la Bracarense, pero teniendo su domicilio o posesiones o su lugar de nacimiento en tierras del Deza. Para eludir este misterio, simplemente se dice que dicho documento es falso. Pero si lo admitimos como posiblemente cierto, para firmar como Rex, por fuerza habían de poder hacerlo, por tanto, deberían ser hermanos, el mayor Ramiro, después Silón y, tal vez, aún uno más joven, Freán. Si le estimamos al mayor una edad de 30 años, por ejemplo, en el momento de firmar el citado documento, habría nacido en 758, 25 años antes de la muerte del rey Silo de Oviedo, por tanto, podrían ser hijos legítimos de Silo en su primera mujer, seguramente de origen árabe. Es más, Ramirus Rex quizás sea el conocido como el tyranniden Mauregato (Mouro e gotho, Mourogato, Maragato) que tanto se opuso a la coronación de Alfonso II.
En su estudio, Emilio y Carlos Sáez concluyen que el diploma es una copia de finales del siglo IX o principios del X confeccionada por un monje de Carboeiro «poco docto en artes escriturarías», quien para dotar de mayor vistosidad al documento auténtico «añadió reyes testigos y exageró la antigüedad del acto jurídico». 

### SigloXVIII
Una de las disposiciones emanadas del Concordato de 1753 es la conocida como Circular del Plan Beneficial promulgada en 1769 por el rey Carlos III. Se encarga a los obispos para que informen sobre su diócesis acerca de cuales parroquias se pueden suprimir, unir o incorporar, con sus cargas, rentas y demás e indiquen si dentro de su territorio diocesano hay alguna parroquia no sujeta a su jurisdicción. Como consecuencia de esta especie de censo tenemos una lista fidedigna de las parroquias del arciprestazgo de Deza con indicación de sus titulares y rentas, en reales y ducados:
- Santa María de Albarellos, parroquia de la Encomienda de Beade de la Orden de San Juan de Jerusalén.
- San Esteban de Barcia, con Santiago de Anseán, laical del Conde de Lemos; 1100 reales.
- San Miguel de Bendoiro, con San Martín de Prado, laical de la Casa de Don Freán, del Arcediano de Deza y otros; 3300 reales.
- Santa María de Bermés, presentación del monasterio de Bernardos de Acebeiro; 2200 reales.
- San Juan de Botos, con San Fiz de Gesta, del Conde de Lemos; 3300 reales.
- San Esteban de Cadrón, con Santa Eulalia de Palio y San Julián de Rodís, del Obispo de Lugo alternando con la Casa de Cangas y la de Gil Ares; 2200 reales.
- Santiago de Cercio, con San Martín de Cello, de Su Majestad y del Obispo de Lugo; 1100 reales.
- Santa María de Don Ramiro, con Santa Eulalia de Donsión y San Martín de Lalín, de Su Majestad y del Obispo de Lugo; 4400 reales.
- San Pedro de Espiñeira, con Santiago de Lebozán y Santa María de Zobra, laical alternativo de las Casas de Don Freán y Liñares; 2200 reales.
- Santa María de Filgueira, con San Román de Santiso, laical de la Casa de Cardegía y Filgueira; 2200 reales.
- San Miguel de Gallegos, con San Cristóbal de Camposancos, laical de muchas voces; 1100 reales.
- San Miguel de Goyás, laical del Conde de Lemos. En 1598 habían sido unidos «ad perpetuum» los beneficios de San Miguel de Goyás y de San Cristóbal da Pena en Iaián, con consentimiento del Abad de Azibeyro que tenía San Cristóbal, que por entonces figuraba como ‘anexo’ de Goyás; 4400 reales.
- Santiago de Gresande, con San Jorge de Cristimil, la primera del Conde de Lemos, Cristimil de diversas voces; 1100 reales.
- San Pedro de Losón, con Santiago de Fontao, de Su Majestad y del Obispo de Lugo; 4400 reales.
- Santa Eulalia de Losón, con San Facundo de Busto, laical del Conde de Lemos; 3300 reales.
- San Martín de Maceira, con San Pedro de Castro de Cabras, de Su Majestad y del Monasterio de Bernardos de Osera; 2200 reales (200 ducados).
- Santiago de Méixome con San Cipriano de Madriñán, laical de la Casa de Cardegía. El cura solo percibía dos tercios, con el resto estaba dotado un préstamo de la Casa de Lemos; 1100 reales.
- San Lorenzo de Moimenta, con San Pedro de Alperíz y Santa María de Parada, laical alternativa de las Casas de Cercio, Quintela en Chantada y San Mamed de Agüela; 1000 reales.
- San Adriano de Moneixas, con Santiago de Catasós, de Su Majestad en los ocho meses apostólicos (los dos primeros de cada trimestre), y en los cuatro meses ordinarios, alternativo entre el arcediano de Deza y el Mayorazgo de Don Freán; 4400 reales.
- Santa María de Noceda, con San Juan de Anzo, laical del Conde de Lemos.
- San Juan de Palmou, con Santa Marina de Cangas, San Pedro de Erbo, San Mamed de Fuentecabalos y Santiago de Sello, laical de varias voces; 3300 reales.
- Santa María de Sotolongo, parroquia de la encomienda de Beade de la Orden de San Juan de Jerusalén.
- San Juan de Toiriz, laical de tres ‘troncos’.
- San Juan de Villanueva, con San Pedro de Doade y San Pelagio de Lodeiro, laical del Conde de Lemos; 3000 reales.
- San Lorenzo de Vilatuxe, de Su Majestad y del monasterio de Acebeiro; 4400 reales.
- Total, de las que se tiene información, 51 300 reales, 4664 ducados ó 23 318 200 pesetas de 1999.

### SiglosXIXyXX
Hacia mediados del siglo XIX, el ayuntamiento tenía contabilizada una población de 9210 habitantes. Aparece descrito en el décimo volumen del Diccionario geográfico-estadístico-histórico de España y sus posesiones de Ultramar de Pascual Madoz con las siguientes palabras:

LALIN: ayunt. en la prov. de Pontevedra (10 leg.), part. jud. de su nombre, aud. terr. y c. g. de la Coruña (13), dióc. de Lugo (10), sit. entre los r. Deza y Arnego no lejos de su nacimiento; el clima es algo frio pero saludable. Comprende las felig. de Alemparte, Sta. Maria; Albarellos, Sta. Maria; Alperiz, San Pedro; Ansean, Santiago; Anzo, San Juan; Barcia, San Esteban, Bendoiro, San Miguel; Bermes, Sta. Maria; Busto, San Facundo; Cadron, San Esteban; Camposancos, San Cristobal; Cangas, Sta. Maria; Castro de Cabras, San Pedro; Catasos, Santiago; Cello, San Martin; Cercio, Santiago; Cristimil, San Jorge; Doade, San Pedro; Donramiro, Sta. Maria; Donsion, Sta. Eulalia; Erbo, San Pedro; Filgueiras, Sta. Maria; Fuentecabalos, San Mamed; Galegos, San Miguel; Gesta, San Feliz; Goyas, San Miguel; Gresande, Santiago; Lalin, San Martin (cap.); Lebozan, Santiago; Lodeiro, San Pelagio; Loson, Sta. Eulalia; Maceria, San Martin; Madriñan, San Adriano; Meijome, Santiago; Moneijas, San Adriano; Moimenta, San Lorenzo; Noceda, Sta. Maria; Palio, Sta. Eulalia; Palmou, San Juan; Parada, Sta. Maria; Pena, San Cristobal; Prado, San Martin; Rodis, San Julian; Santiso, San Roman; Sello, Santiago; Sotolongo, Sta. Maria; Vale, San Andres; Villanueva, San Juan; Villatuge, San Lorenzo; Votos, San Juan; y Zobra, Sta. Maria. Confina el térm. municipal por N. ayunt. de Carbia; al E. r. Arnego, que le separa de los ayunt. de la Golada, y Rodeiro; por S. ayunt. de Dozon, y en parte con la cadena del Miño que le separa de la prov. de Orense, y por O. con el r. Deza que le divide del ayunt. de Chapa, y del de Forcarey perteneciente al part. de Tabeiros. El terreno, á escepcion del próximo á los r., es montuoso y áspero, hallándose todo él basado sobre granito y pizarra en sus diferentes gradaciones, y existiendo bastante anfibolito en la cap. y su parte del S., con Guijarros y arcillas á la del NE. Hay algunos criaderos de estaño sobre las márg. del Deza en las felig. de Zobra y Villatuge; y hácia los r. Asneiro y Arnego, aguas minerales que no estan analizadas ni se usan para alivio de enfermedades. Atraviesan por este térm. dos caminos trasversales: el de la Coruña y Santiago á Orense, el cual pasa por el puente Taboada; y el que va desde Pontevedra á Lugo que cruza por dicho puente y el Villarino: ambos se hallan descuidados como tambien lo está el no menos importante que desde la c. de Santiago sale al Vierzo y Castilla por el indicado puente de Taboada, Chantada, puente de Belesar, y los hermosos valles de Quiroga y Valeorras, que forman la verdadera entrada ó avenida de toda Galicia. Por el primero de dichos caminos transita el correo dejando en la Gesta la correspondencia del pais. prod.: algun trigo, bastante centeno, maiz, patatas, panizo, hortalizas, legumbres, castañas, algunas otras frutas leña y pastos: se cria ganado vacuno, mular, lanar y cabrío; caza y pesca de varias especies. ind y comercio: la agricultura, arriería, elaboracion de tablaje de castaño y molinos harineros., reduciéndose el comercio á la compra de vinos en las riberas del Avia para venderlos durante el estío, y al que se realiza sobre ganados y frutos del pais en las ferias de la cap. del ayunt. y de la ald. de Vento. pobl.: 1842 vec., 9,210 alm. contr.: prescindiendo de lo que sobre el particular y conforme á datos oficiales se dice en el cuadro sinóptico del part. jud. nos parece oportuno indicar que, segun noticias particulares, satisfacia este ayunt. anualmente 43,321 rs. con 14 mrs. por encabezamiento de sus felig.; por utensilios 7,656 con 10; por el recargo de estos 10,953; por alcabala, manda pia, jabon, y subsidio de comercio 1,757 con 2, y por la contribucion del clero 18,642 con 24. Asciende el presupuesto municipal ordinario á 3,662 rs.; el del culto de las parr. á 26,986; el de alimentos de presos pobres, cárcel, y otros gastos del part. á 1,379; el de gastos de diputacion y otros provinciales á 1,098; cuyas cantidades se cubren por reparto entre los vecinos, porque no hay propios, arbitrios, ni otros emolumentos comunes. Historia. No fueron los hab. de este distrito desconocidos en nuestra ant. historia, por la cual consta que en 572 formaban el condado de Deza, uno de los que Teodomiro, rey de los suevos, concedió á la igl. de Lugo, á tiempo que en su concilio lucense se fijaron los límites de la dióc. Y existen en él muchas casas solares de diferentes señores de Galicia, como las de la condesa de Lemos, de los Giles, Taboadas, Pardos etc.; prueba evidente de la antigüedad de este distrito.
(Madoz, 1847, pp. 45-46)

Para optar al cargo de senador se requería demostrar el disponer de una renta declarada, mínima anual de 20 000 pesetas de entonces, y sobre la base de la Ley de Quintas de 1837, por dinero aún se podía conseguir la Sustitución Hombre por Hombre de un quinto por otro (modificada por Decreto de Carlos IV en 1800, por improcedente y porque el sustituido debía depositar una fianza de 5000 reales (unas dos mil pesetas de después, cuando fue creada oficialmente la peseta en 1868) y por mil pesetas (1500 pesetas en 1910) se lograba la completa Redención a Metálico del Servicio Militar Activo, aunque poco después (Ley de Reclutamiento y Reemplazo de 1911), por ese importe solamente se compraba una importante reducción del tiempo de servicio militar que quedaba en 10 meses, o en cinco meses por dos mil, de lo contrario había que ‘servir al Rey’ durante tres años.

#### El plan de arreglo parroquial
El plan de arreglo de la diócesis lucense fue presentado en 1890 por el obispo Gregorio Aguirre García y sancionado por Real Decreto del Ministerio de Gracia y Justicia al año siguiente. Por este arreglo parroquial:
1. Se crearon siete nuevas parroquias, entre ellas la de Santa María de los Dolores de Lalín, y como anejos de Goyás, las de Jaján y Veiga.
2. Quedaron definitivamente suprimidas
  1. En Deza: Alperiz, Erbo, San Martín de Lalín y San Cristóbal de Pena
  2. En Dozón: San Pedro de Mosteiro
  3. En Ventosa: San Esteban de Basadre
3. Quedaron suprimidas como parroquias pero pasando a la condición de anejos:
  1. En Camba: Alemparte, San Juan de Camba, Riobó y Senra
  2. En Deza: Donramiro y Rodís
  3. En Trasdeza: Ansemil
  4. En Ventosa: Berredo

En 1912 el obispo de Lugo, D. Manuel Basulto Jiménez, apeló a la Santa Sede para buscar la mejor forma de solucionar el problema de unos 200 sacerdotes que deben atender hasta tres y cuatro parroquias y que carecen de casa rectoral y deben vivir de alquiler en casa de los feligreses, lo cual se califica, al menos, de ‘indecoroso’ (saepissime indecorosum). Se estima que la cantidad necesaria para adquisición o construcción de cada casa rectoral es de 3500 pesetas, ‘contando con alguna aportación extra de los fieles’. Se propone que los curas afectados pagarán un 2% anual durante 30 años, más la cantidad de 2 pesetas por cada segunda misa que oficien en día de precepto.
En 1928 es párroco José María López Castro, receptor oficial de la colecta popular ‘pro monumento a Loriga’ (ABC, edición de la mañana del 30 de mayo de ese año). El monumento fue inaugurado el 27 de agosto de 1933. La suscripción popular se inicia en 1927 tras el aterrizaje del capitán Joaquín Loriga el 23 de junio en el monte Do Toxo, primer aterrizaje de un avión en Galicia, para comprarle un aeroplano, pero al mes siguiente (18 de julio) muere en accidente aéreo y la iniciada colecta se destina a hacerle un monumento.

#### La nueva iglesia de Lalín
En 1864 y 1865 respectivamente salió a subasta la construcción de las iglesias parroquiales de Becerreá y Lalín, pero las obras no se llevaron a cabo hasta unos cuarenta años después por falta de liquidez. Santa María de los Dolores de Lalin seguirá en construcción en 1905, año en el que se logró evitar definitivamente la demolición de la iglesia románica de San Martín en Lalín de Arriba para reutilizar sus piedras en la construcción del nuevo templo. La cúpula de la torre o campanario no se rematará hasta sesenta años más tarde.

## Demografía

La Orden de la Banda (1326) de Alfonso XI, que el escudo de Lalín exhibe sobre fondo verde

Lalín cuenta con una población de 20 277 habitantes (INE 2024).
| Gráfica de evolución demográfica de Lalín entre 1842 y 2021                                                         |
| |
| Población de derecho según los censos de población del INE Población de hecho según los censos de población del INE |

El censo del INE del año 2023 indica que 20 282 personas (9 904 hombres y 10 378 mujeres) residen en este municipio. La población del casco urbano de Lalín creció un 40 % en los últimos 20 años de acuerdo a la base de datos elaborada por los servicios municipales de padrón y urbanismo sobre la evolución demográfica entre 2000 y 2019.

## Símbolos
El escudo de Lalín está formado por una corona condal; el emblema de la Orden Militar de la Banda, sobre fondo verde para indicar la obligación de ayudar a los desvalidos (aunque en el original parecen lobos o dragones en lugar de leones y el fondo es rojo) que se cree fundada por Alfonso XI. Una banda que se colocaba del hombro derecho al costado izquierdo y una distinción a la que se accedía por servicios prestados en la corte o por diez años de cursus honorum o vida militar; y debajo, el emblema de la Orden de la Quercia (quercus, roble o encina en latín), Orden del Roble, también conocida como Orden de la Encina, (muy asociada en todo el norte peninsular a la presencia milagrosa de Vírgenes Negras) y de origen aparentemente navarro por sobre el año 875.

## Administración y política

### Gobierno municipal
Tras las elecciones del 28 de mayo de 2023, la corporación municipal se compone de veintiún ediles: 12 del Partido Popular de Galicia (PPdeG), 4 de Compromiso por Galicia (CXG), 3 del Partido dos Socialistas de Galicia (PSdeG-PSOE) y 2 del Bloque Nacionalista Galego (BNG)
Rafael Cuiña Aparicio es el portavoz de CXG, Alba Forno Crespo la del PSdeG-PSOE y Francisco Javier Vilariño Taboada la del BNG.
| Partido político                                     | 2023  | 2023  | 2023       | 2019  | 2019  | 2019       | 2015  | 2015  | 2015       | 2011  | 2011  | 2011       | 2007  | 2007  | 2007       |
| Partido político                                     | %     | Votos | Concejales | %     | Votos | Concejales | %     | Votos | Concejales | %     | Votos | Concejales | %     | Votos | Concejales |
| Partido Popular de Galicia (PPdeG)                   | 53,12 | 6459  | 12         | 43,14 | 5518  | 11         | 44,70 | 5326  | 10         | 63,83 | 7832  | 14         | 58,49 | 7802  | 13         |
| Compromiso por Galicia (CxG)                         | 18,96 | 2306  | 4          | 20,73 | 2652  | 5          | 25,35 | 3020  | 6          | –     | –     | –          | –     | –     | –          |
| Partido dos Socialistas de Galicia (PSdeG-PSOE)      | 16,71 | 2032  | 3          | 18,72 | 2395  | 4          | 14,48 | 1725  | 3          | 18,34 | 2250  | 4          | 22,28 | 2972  | 5          |
| Bloque Nacionalista Galego (BNG)                     | 10,25 | 1247  | 2          | 7,10  | 909   | 1          | 5,27  | 628   | 1          | 9,05  | 1110  | 2          | 15,97 | 2130  | 3          |
| Agrupación electoral Plataforma Aberta Cidadá (APAC) | –     | –     | –          | 3,57  | 457   | 0          | 6,46  | 770   | 1          | –     | –     | –          | –     | –     | –          |
| Partido Galeguista Demócrata (PGD)                   | –     | –     | –          | –     | –     | –          | 2,43  | 289   | 0          | 6,48  | 795   | 1          | 2,08  | 277   | 0          |

El gobierno municipal, con mayoría absoluta del PP, se articula en once concejalías: 
1. Áreas de Economía y Hacienda, Contratación Pública, Régimen Interno, Gestión de Fondos Europeos y Agenda Urbana.
2. Áreas de Promoción Económica, Comercio y Empleo.
3. Áreas de Aldeas de Navidad, Parking Europa, Plaza de Abastos, Ferias y Mercados.
4. Áreas de Educación, Cultura, Turismo y Política Lingüística.
5. Áreas de Sanidad y Hábitos Saludables.
6. Áreas de Obras y Servicios y Fiestas.
7. Deportes y Juventud y Portavoz del Gobierno.
8. Áreas de Medioambiente y Nuevas Tecnologías.
9. Áreas de Política Social y Mujer, Igualdad, Cementerios y Relacioness Vecinales.
10. Urbanismo, Vivienda, Movilidad, Seguridad Ciudadana y responsables de Policía Local y Protección Civil y Viceportavoz del Gobierno.
11. Áreas de Concentración Parcelaria y Agricultura.

### Organización territorial
Parroquias que forman parte del municipio:
- Albarellos (Santa María)
- Alemparte (Santa María)
- Anseán[17]
- Anzó[17]
- Barcia (San Esteban)
- Bendoiro (San Miguel)
- Bermés (Santa María)
- Botos (San Xoán)
- Busto (San Facundo)
- Cadrón (San Esteban)
- Camposancos (San Cristobo)
- Cangas (Santa Marina)
- Castro (Santiago)
- Catasos[17]
- Cello (San Martiño)
- Cercio (Santiago)
- Cristimil (San Xorxe)
- Doade (San Pedro)
- Donramiro (Santa María)
- Donsión (Santa Eulalia)
- Filgueira (Santa María)
- Galegos (San Miguel)
- Gesta[17]
- Goyás[17]
- Gresande (Santiago)
- Jaján[17]
- Lalín (Santa María dos Doores)
- Lebozán (Santiago)
- Lodeiro (San Paio)
- Losón (Santa Eulalia)
- Maceira (San Martiño)
- Madriñán (San Adrián)
- Meijome[17]
- Moneijas[17]
- Muimenta (San Lorenzo)
- Noceda (Santa María)
- Palmóu[17]
- Parada (Santa María)
- Prado (San Martiño)
- Rodís (San Xiao)
- Santiso (San Román)
- Sello (Santiago)
- Sotolongo[17]
- Val (San Andrés)
- Veiga (San Ramón)
- Villanueva[17]
- Vilatuge[17]
- Zobra (Santa María)

## Economía
La situación de Lalín como centro geográfico gallego, lo sitúa como un punto de confluencia comercial importante. El municipio cuenta con importantes empresas en todos los sectores. Lalín tiene los polígonos industriales de Botos y Lalín 2000, con numerosas empresas instaladas en ellos y teniendo proyectada la construcción de un tercero en la zona de Catasós.
Una importante industria en Lalín es la del textil. Hay varias empresas lalinenses de moda de gran importancia a nivel nacional.
Una iniciativa comercial es el CCU (Centro Comercial Urbano), compuesto por empresas del municipio. Lalín cuenta también con dos grandes centros comerciales.
Ahora también existe una nueva asociación que se llama Forum Urbano, que se compone de un gran número de comerciantes, empresarios, hosteleros y sector servicios, los cuales están trabajando en la mejora de todos los sectores.

## Cultura

### Deporte
El equipo de fútbol de Lalín es el CD Lalín, que actualmente está en primera regional. El balonmano es el deporte rey en el municipio, con su equipo, el Clube Balonmán Lalín, fundado en 1952, así como el equipo de Rugby Os Abellóns que juegan en 1.ª División Nacional o el Atlético Gresande, y el de baloncesto Basketdeza.

### Festividades

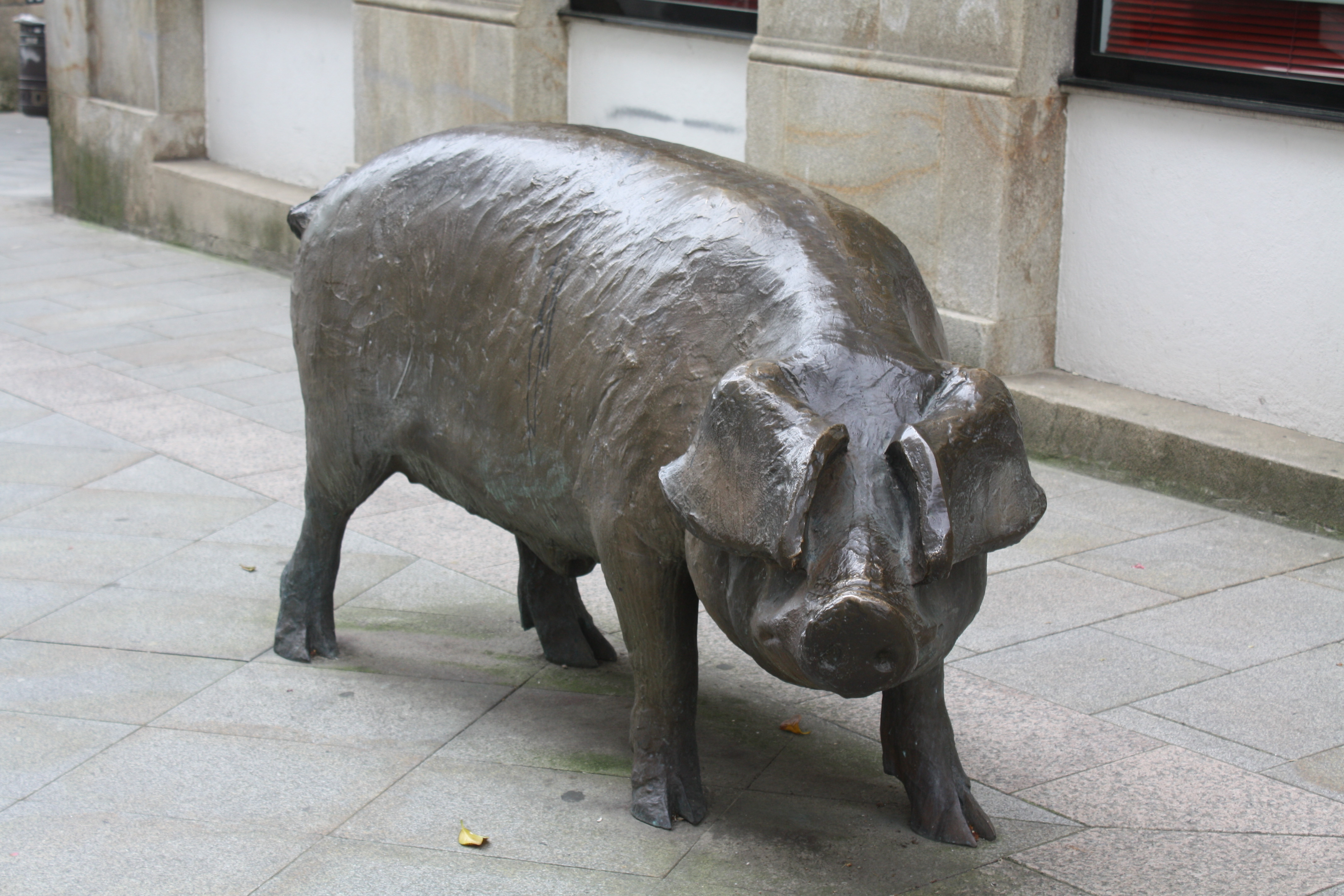
Cerdo en bronce de la calle Colón

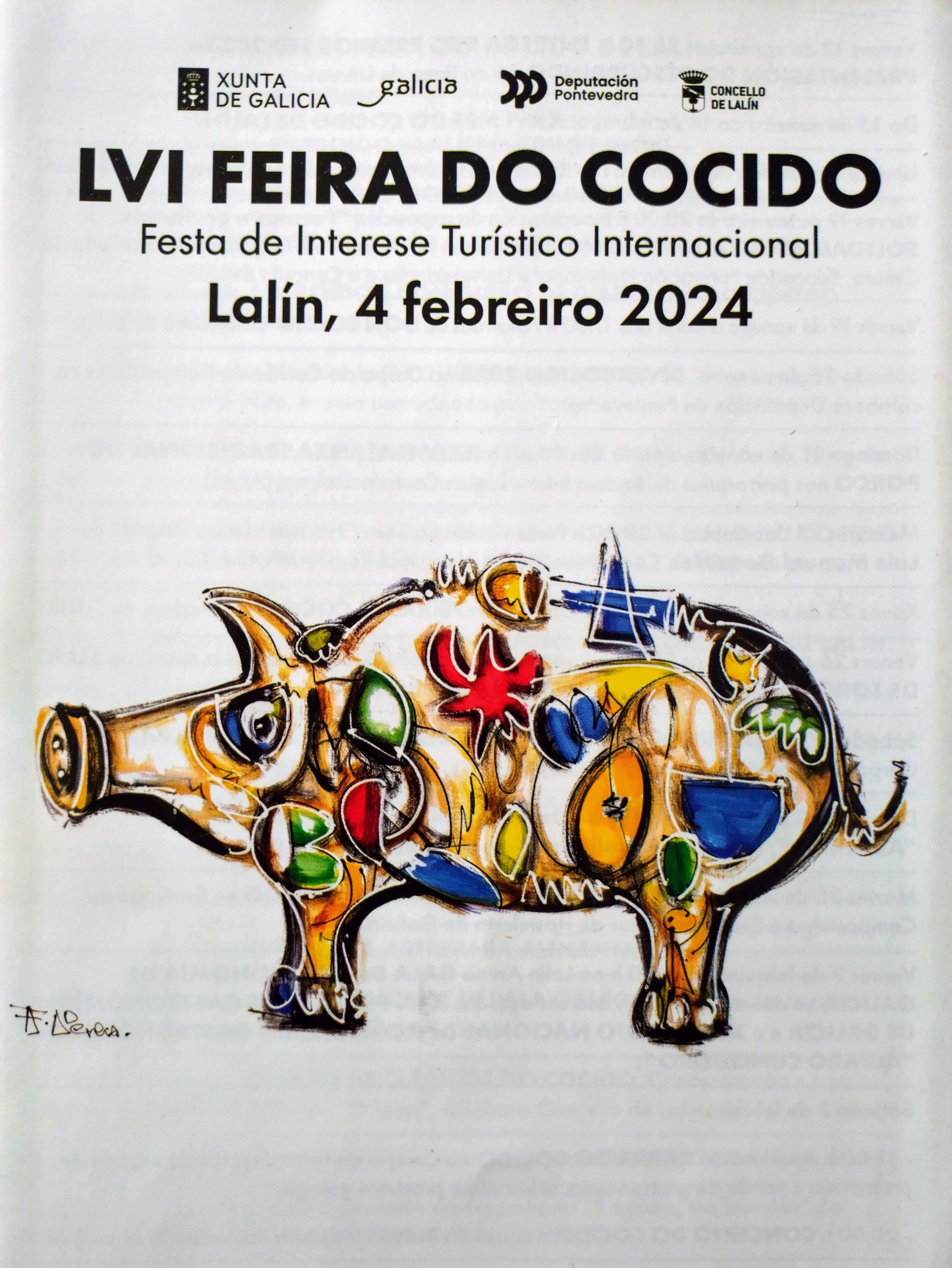
Feria del cocido 2024

El domingo anterior a carnaval se celebra la Fiesta del Cocido, impulsada en 1968 por el entonces alcalde Luis González Taboada (1918-2009). Es una de las fiestas gastronómicas gallegas de mayor importancia, en la que se exponen y se degustan cocidos y otros productos típicos de la comarca del Deza. Además, se realizan desfiles de carrozas, comparsas, etc. También se celebran conciertos, exposiciones y la Gala de la Gastronomía, donde se entregan los Premios de Gastronomía de Galicia.
Otro acontecimiento festivo es la Feira do Cabalo, en la primera semana de abril.
En el mes de septiembre, se celebran las fiestas patronales, en honor a la virgen de As Dores (Los Dolores), donde hay ferias, conciertos y otras actividades lúdicas.

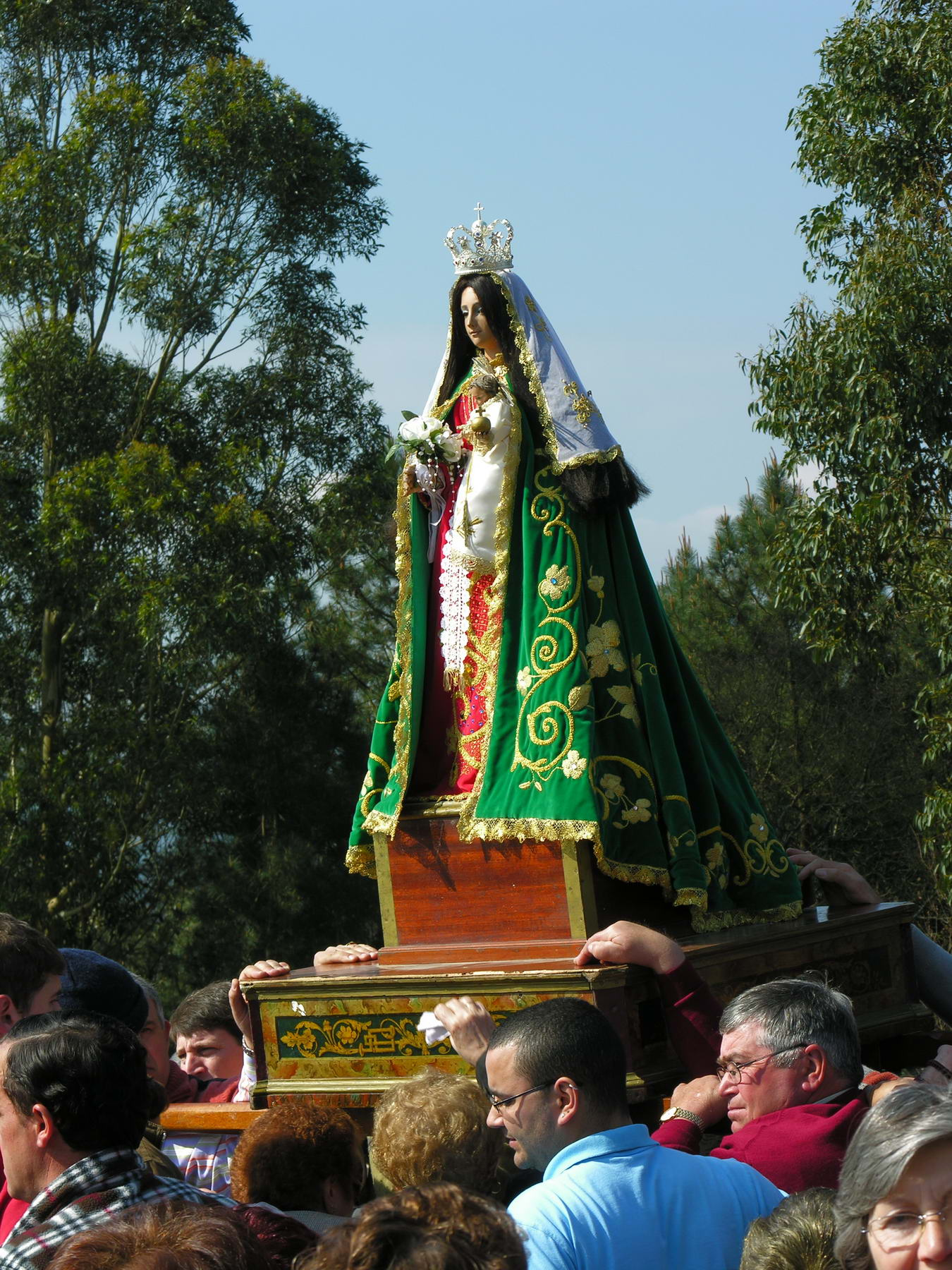
La Virgen de Corpiño. Talla de madera de castaño policromada

En la parroquia de O Corpiño, sede del Santuario de Nuestra Señora de Corpiño, se celebra una importante romería religiosa, donde acuden devotos de toda Galicia, los días 23 y 24 de junio. Era creencia general en el pueblo, sobre todo entre la gente no urbanizada y muy especialmente entre los campesinos, que todas las mujeres que blasfeman y hablan locamente de cosas del infierno, pretendiendo ser alguno de los principales diablos y aun tener comercio con Satanás, y que acuden a determinados santuarios, en donde se acentúan más sus gritos, sus blasfemias y sus desesperadas contorsiones, tienen el demonio en el cuerpo.
Varios santuarios de Galicia tienen fama de curar esta clase de enfermos, a cuyo mal llaman en el país 'Ramo Cativo', o 'locura ruin', porque a los venáticos se les llama 'arramados', producido por el demonio que tienen en el cuerpo. Son los más notables el llamado O Corpiño de Lonxe, en Lalín, para diferenciarlo de otro Corpiño que hubo en la provincia de Lugo. Hubo un cura en Grolos, Ayuntamiento de Guntín, de nombre Villamerelle, que se había hecho sacerdote en tan solo tres años, (órdenes menores), el cual, queriendo que su Iglesia fuese conocida, encargó a un escultor una imagen de la Virgen del Corpiño y se dio tal maña que en pocos años eran muchas las endemoniadas que iban a buscar allí la milagrosa curación por medio de los exorcismos y las numerosas reliquias que prodigaba el cura. 
El Obispo de Lugo Fray Gregorio María Aguirre hubo de reprenderle severamente por ello retirándole la mayor parte de aquellas reliquias por falsas. La parroquia cobró verdadera importancia hasta el punto de que llegó a tener una Feria bastante importante. Hoy día siguen acudiendo al Corpiño de Lonxe, todos los días del año, fieles de todas partes para que, antes y después de la ceremonia religiosa, el párroco les bendiga uno a uno con sus reliquias. No en más de una ocasión en este ritual alguna gente cae al suelo gritando de forma horrenda, y por orden del párroco suelen volver un par de días más.
Los días de mercado son el 3 y el 18 de cada mes.

### Patrimonio

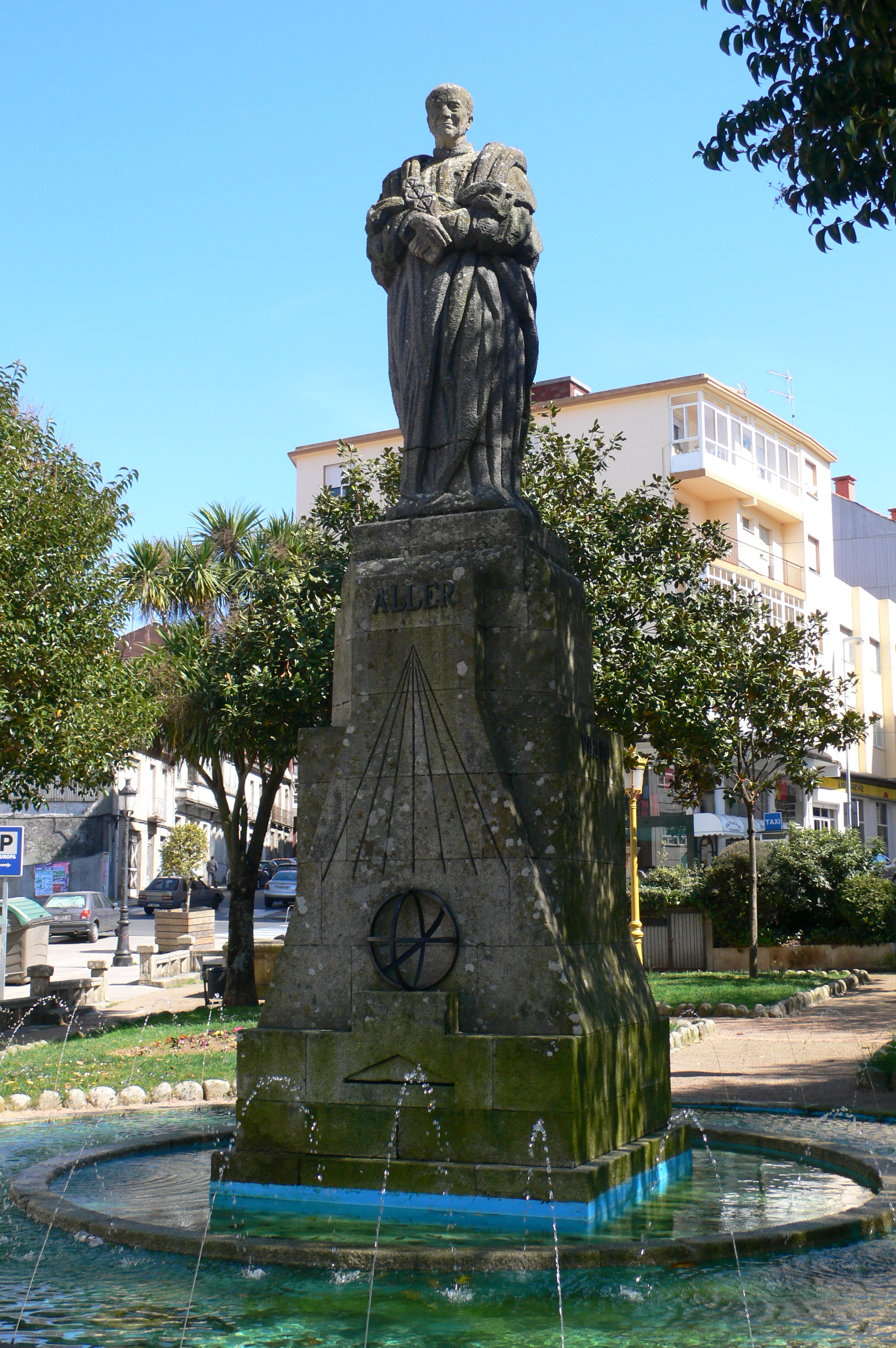
Ramón Aller, astrónomo y matemático (1878-1966)
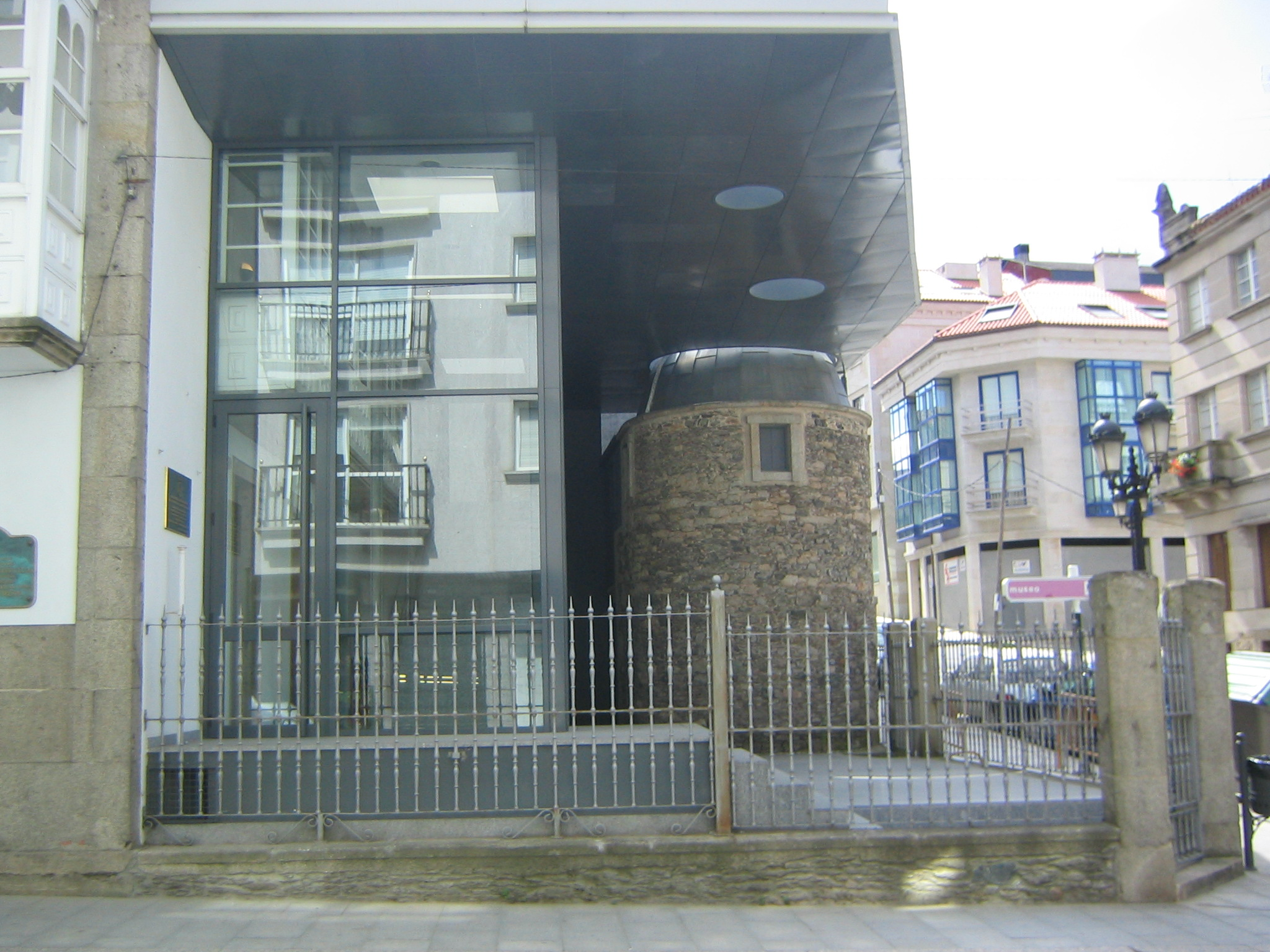
Observatorio astronómico de Ramón Aller, hoy casa museo.
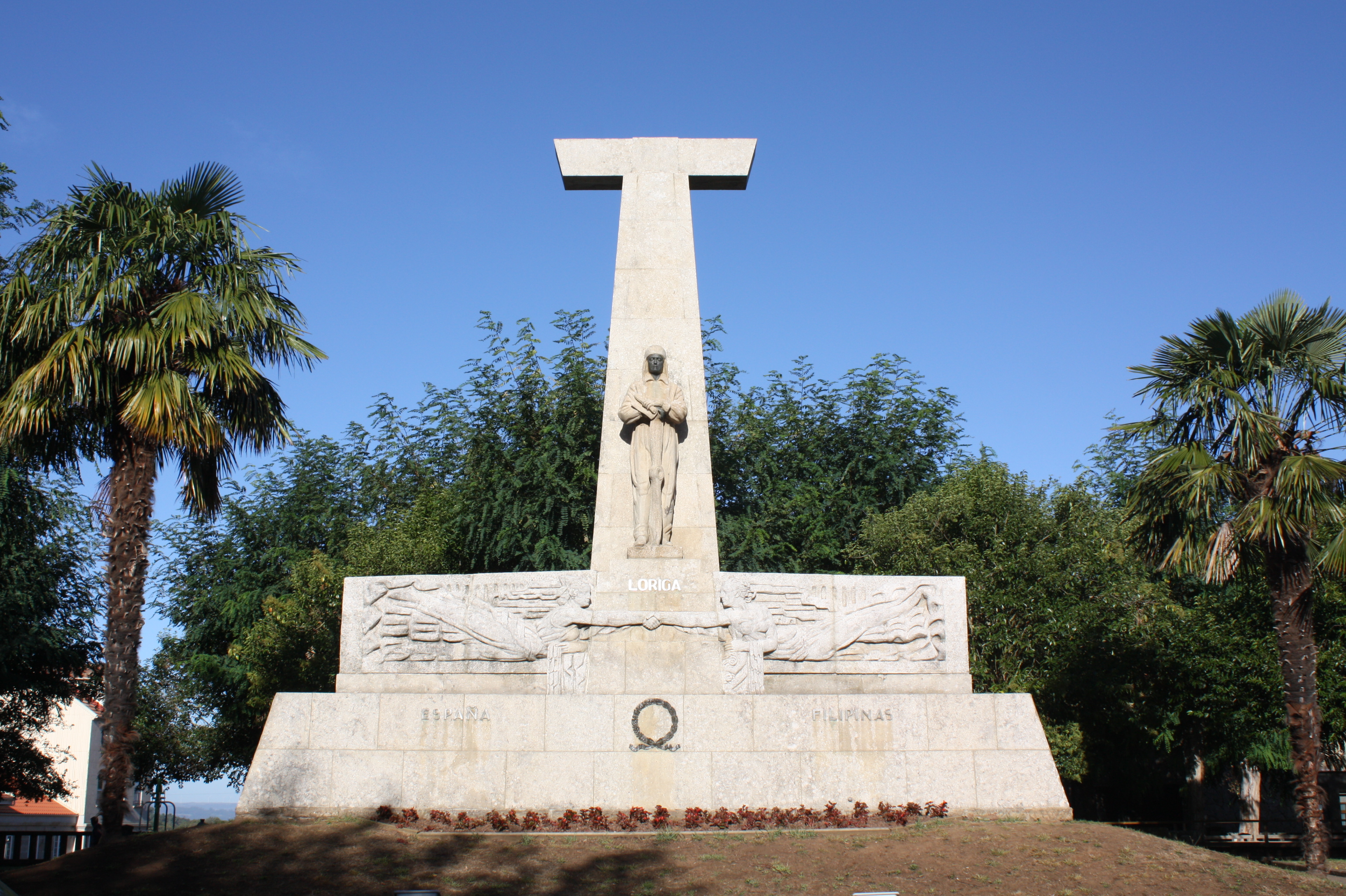
Joaquín Loriga Taboada, aviador (1895-1927).
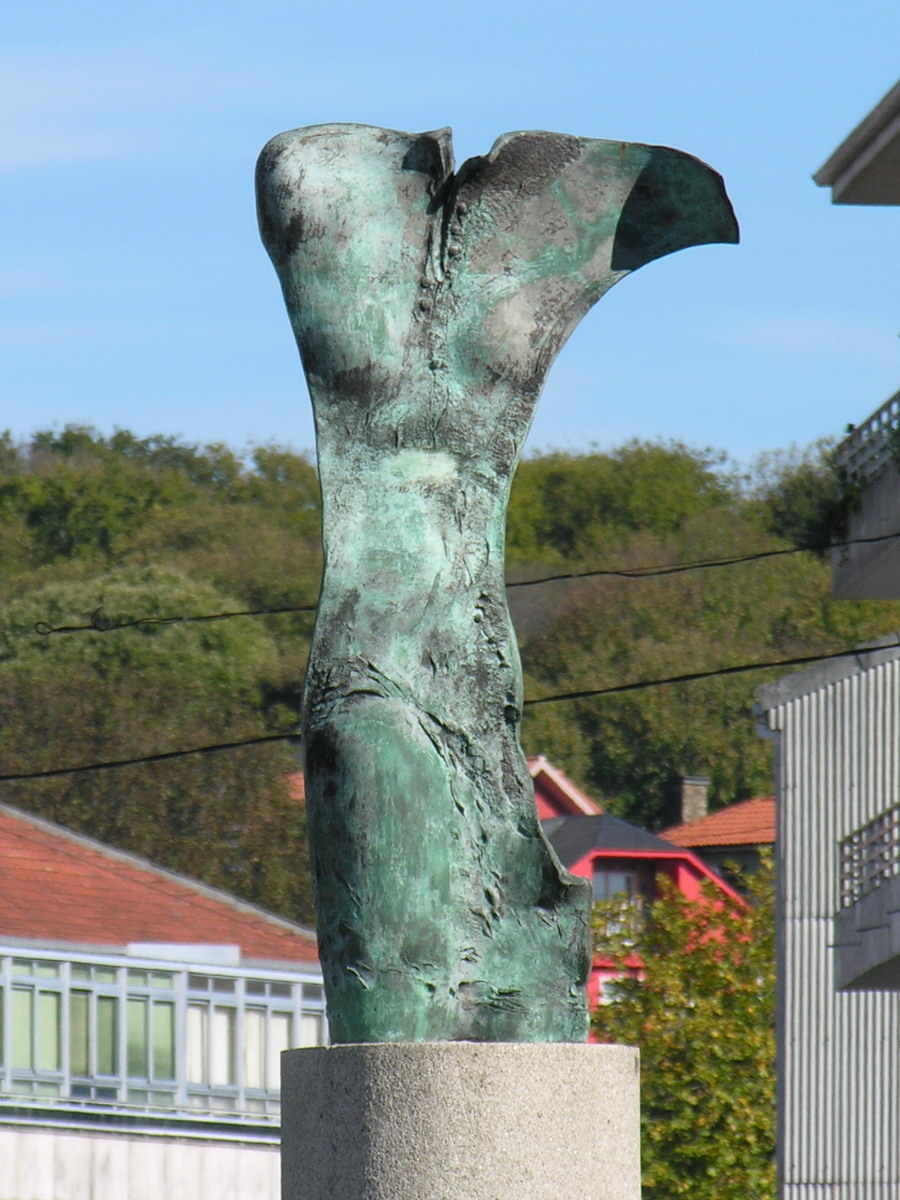
La «diosa del Deza».
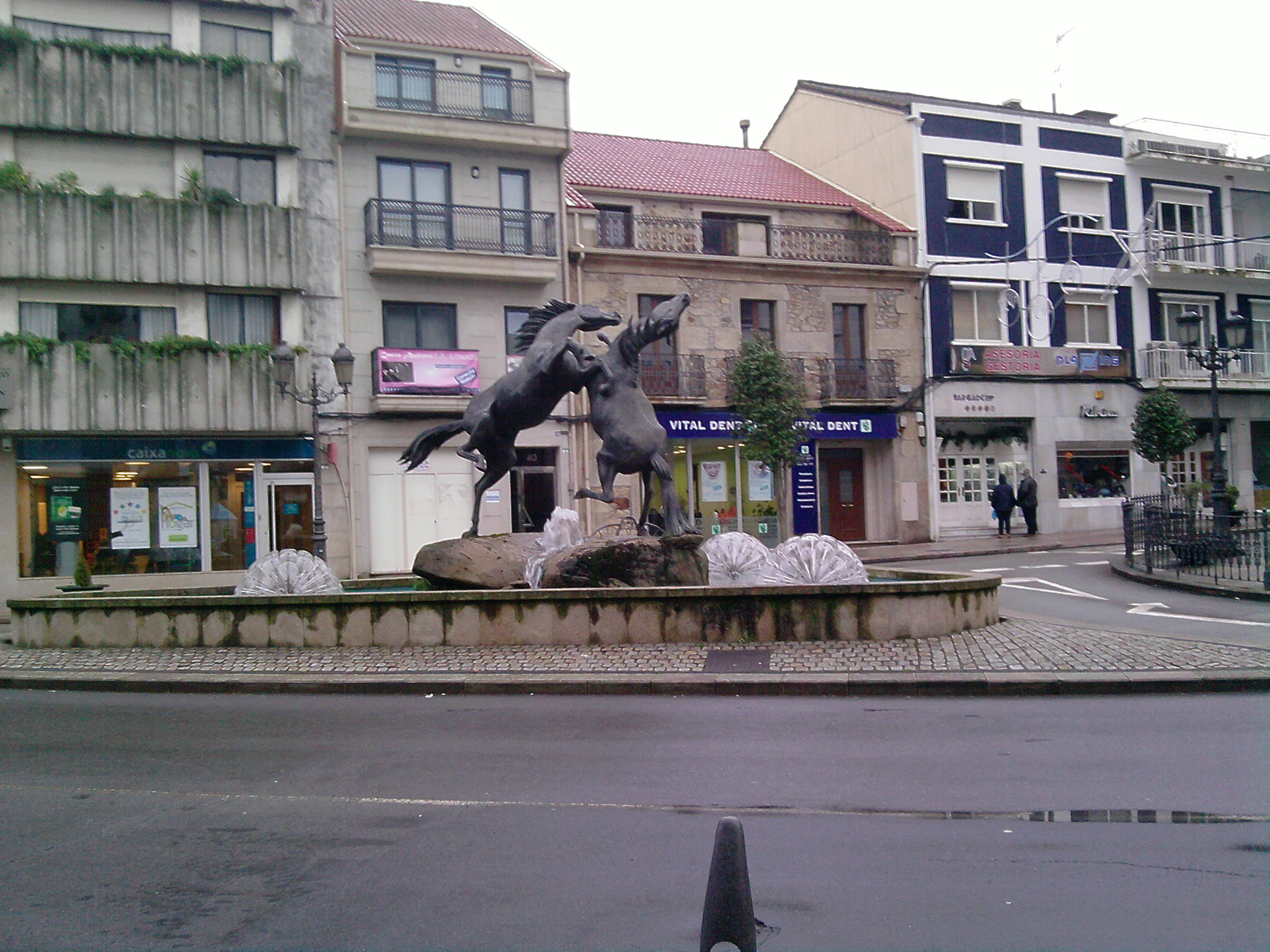
Rotonda de los caballos.
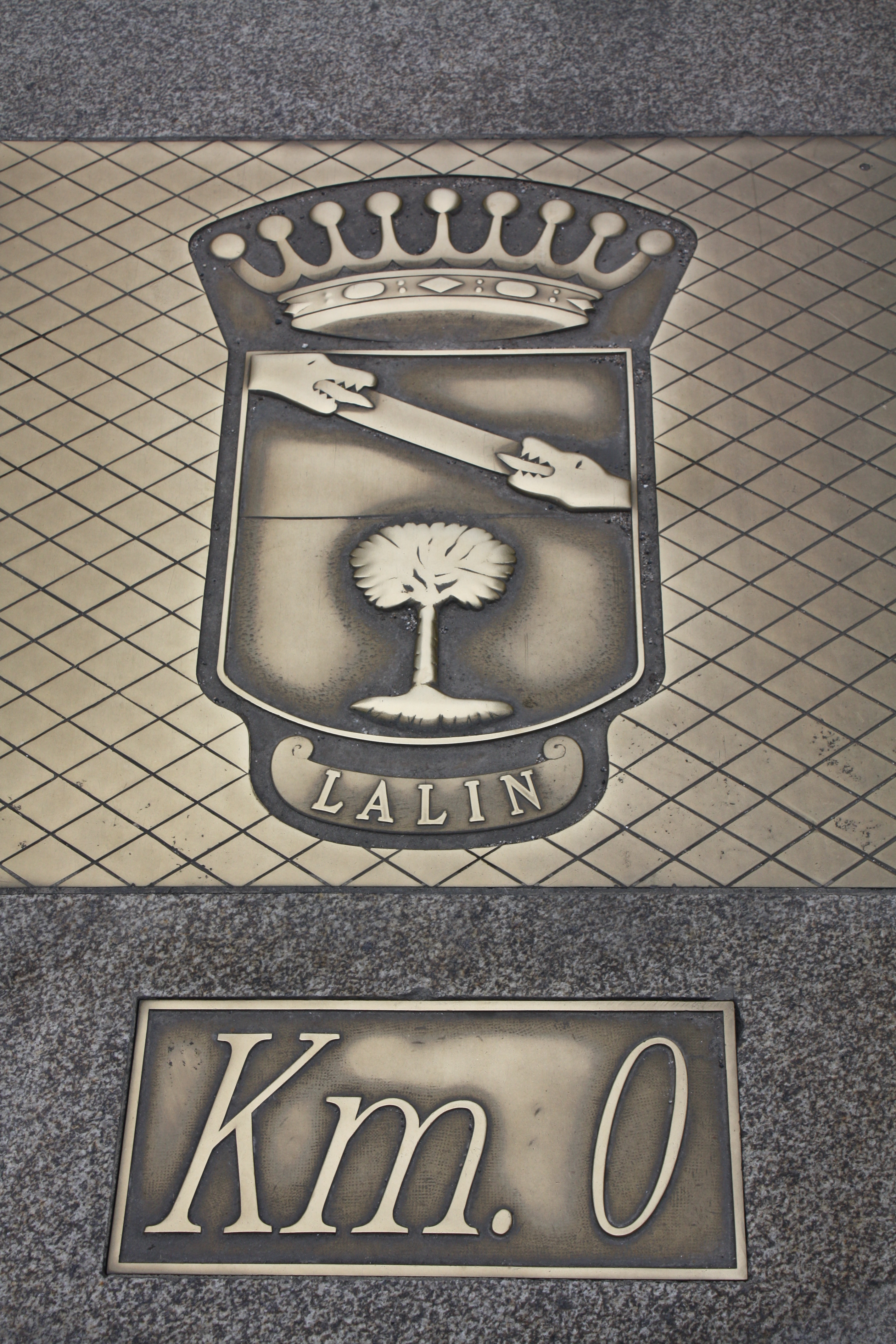
Placa que señala el supuesto kilómetro cero de Galicia.[24],

#### Casas señoriales
- Pazo de Liñares

#### Parque de Lalín
Esculturas de Sergio Portela (2002).

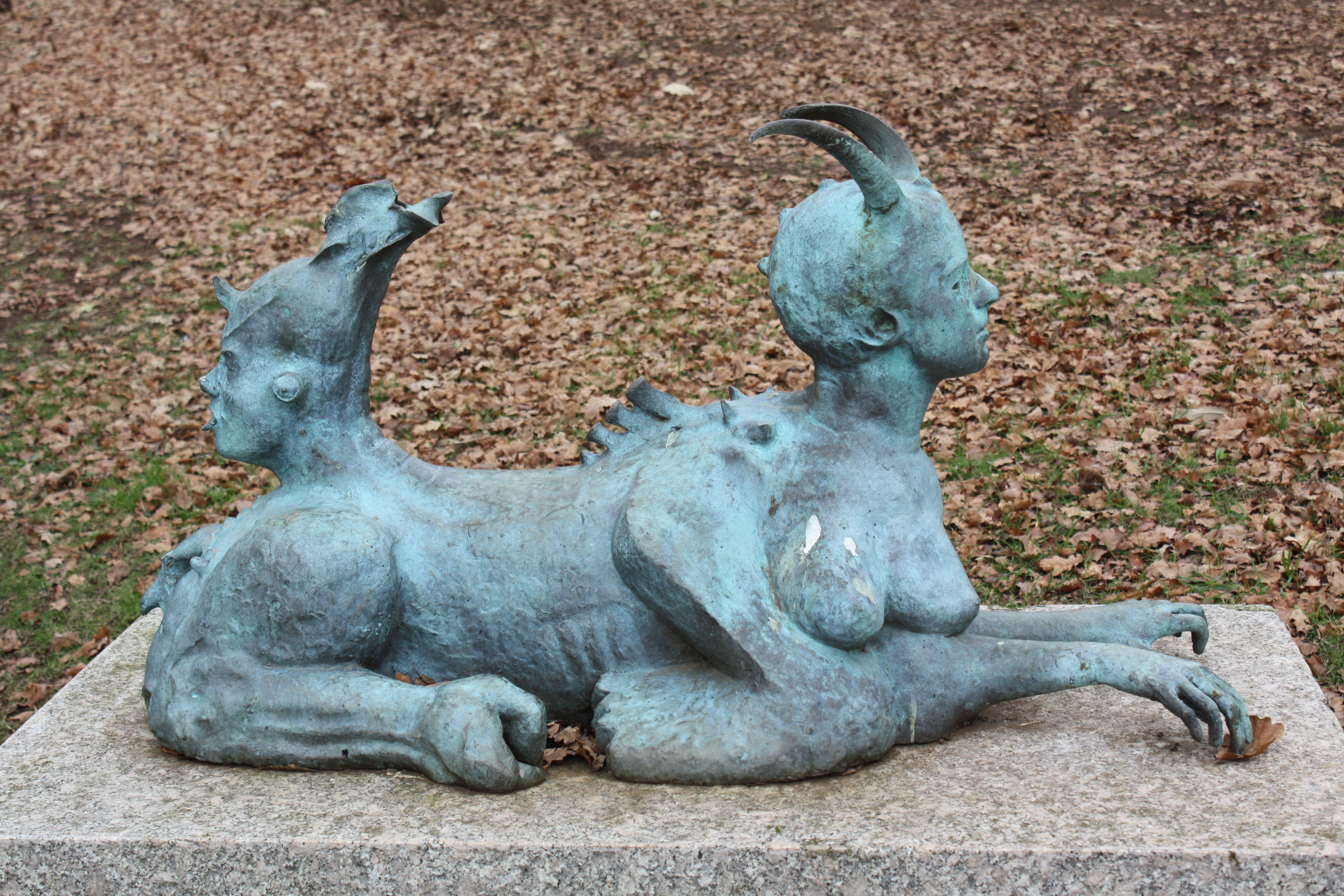
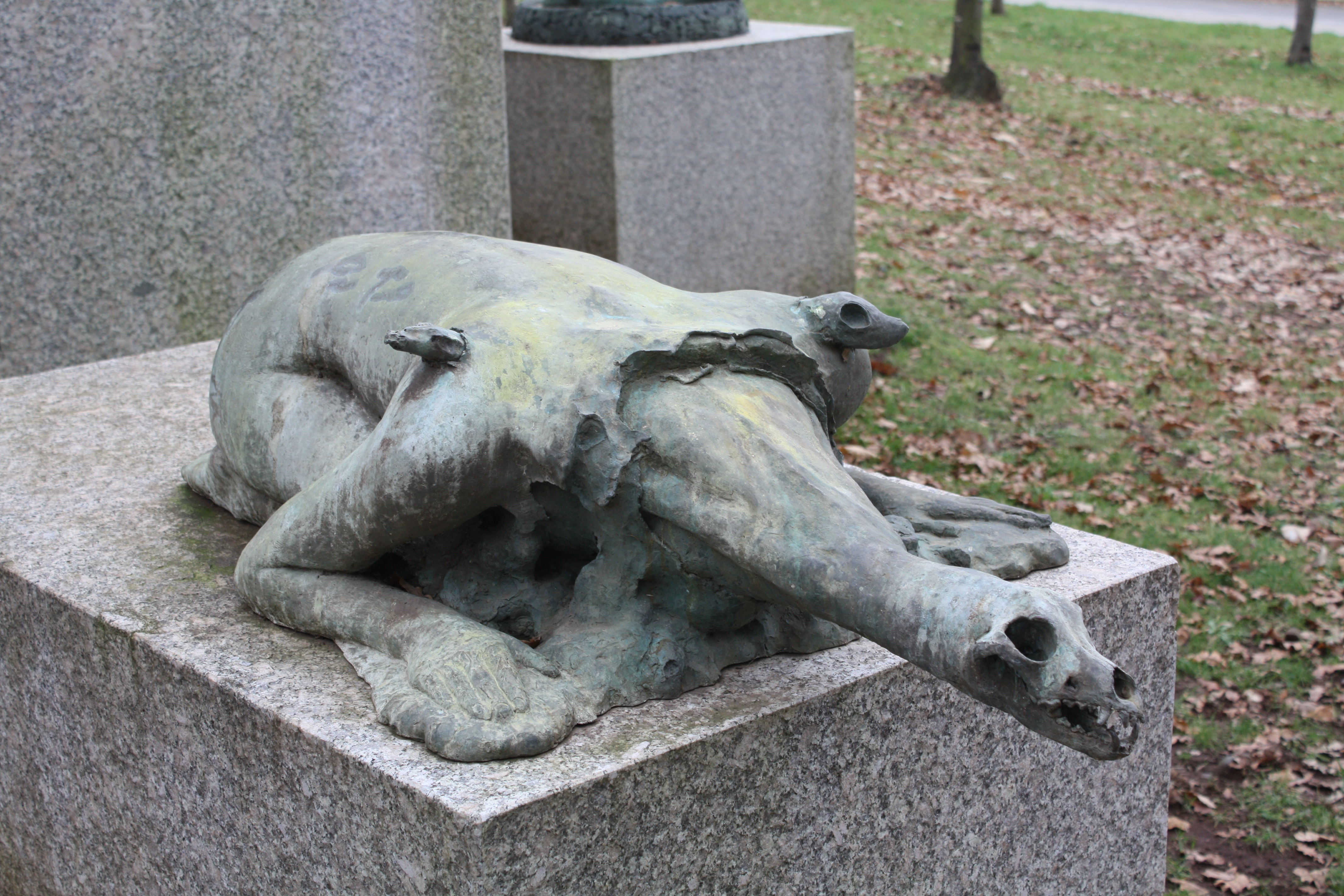
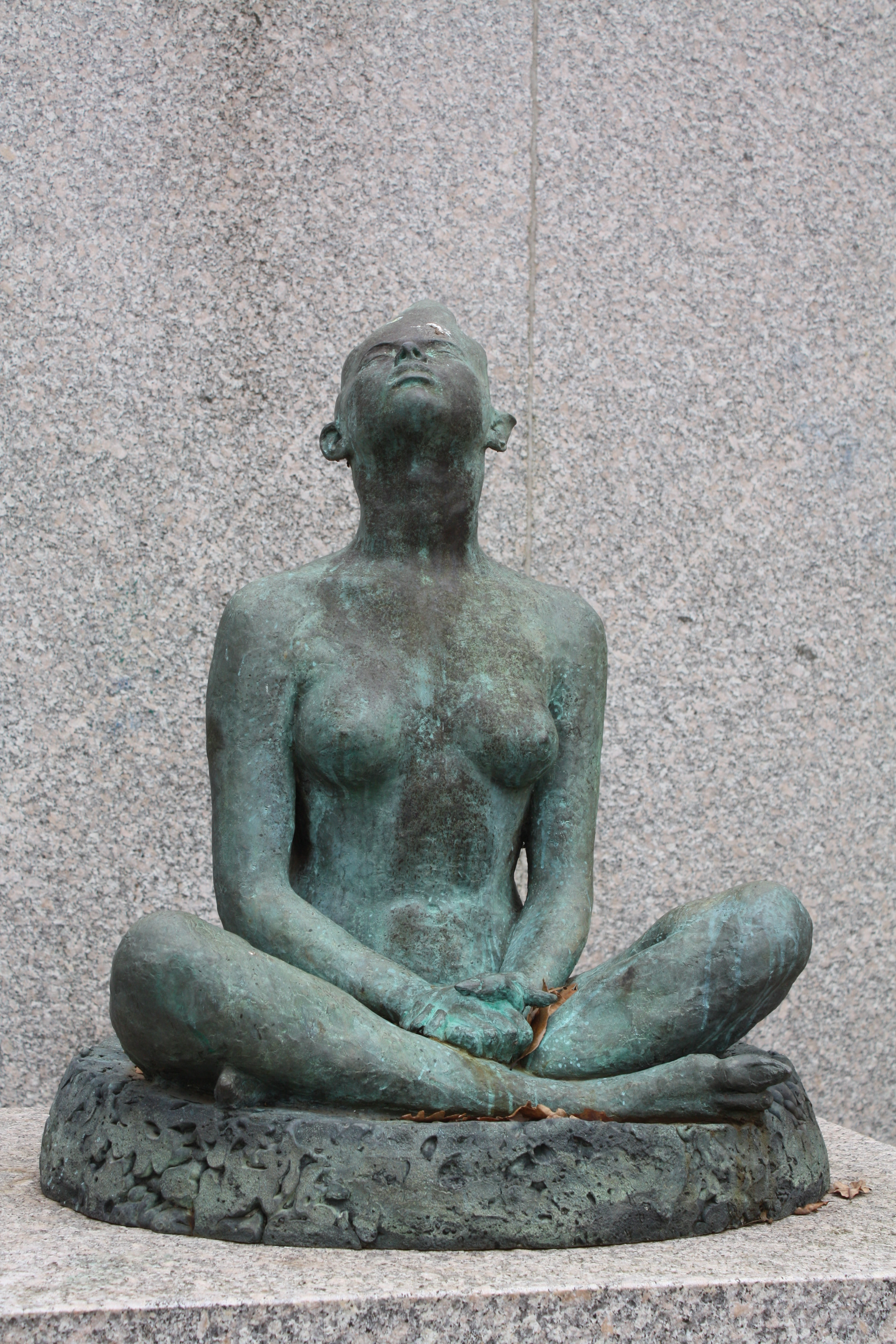
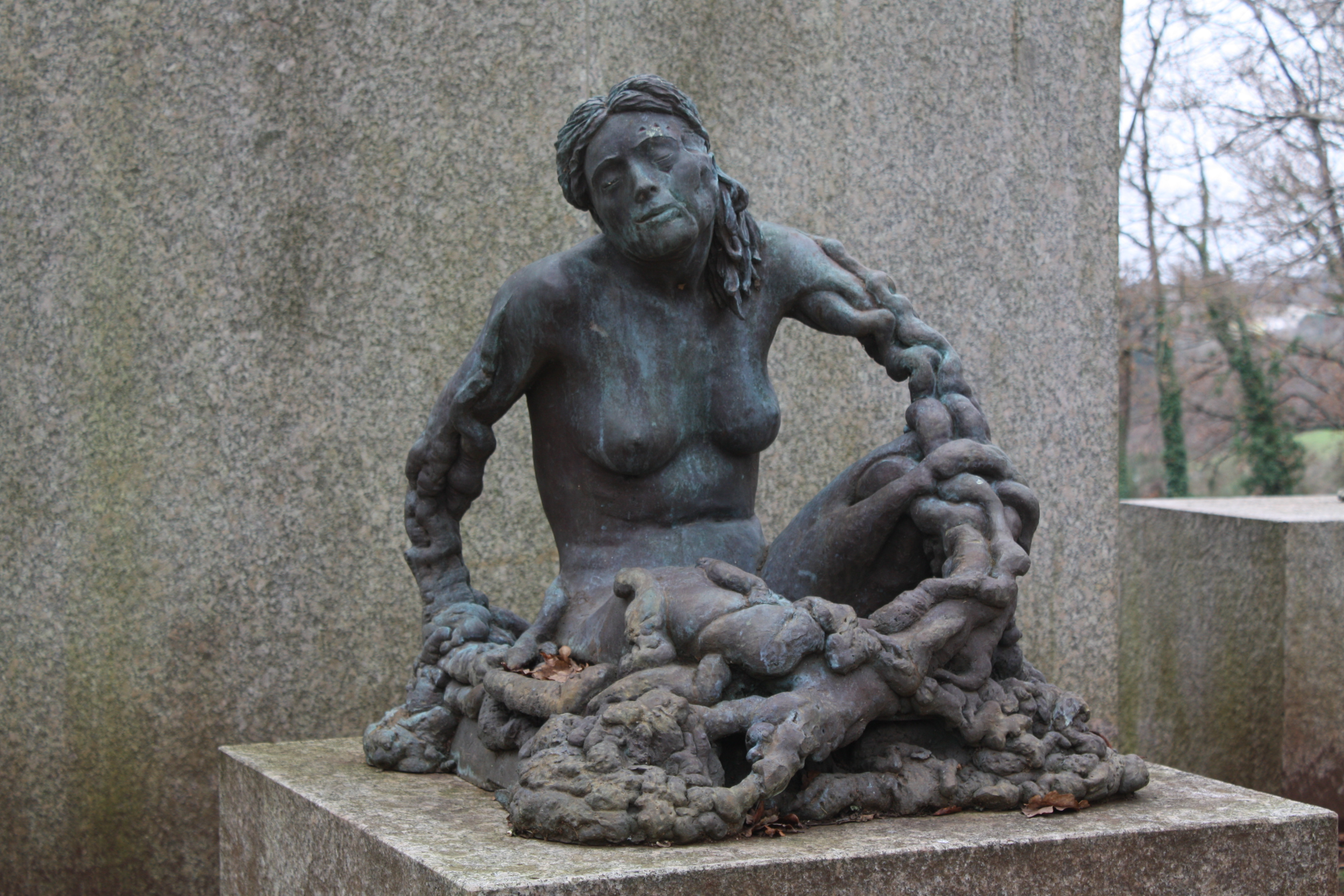

#### Sedes oficiales

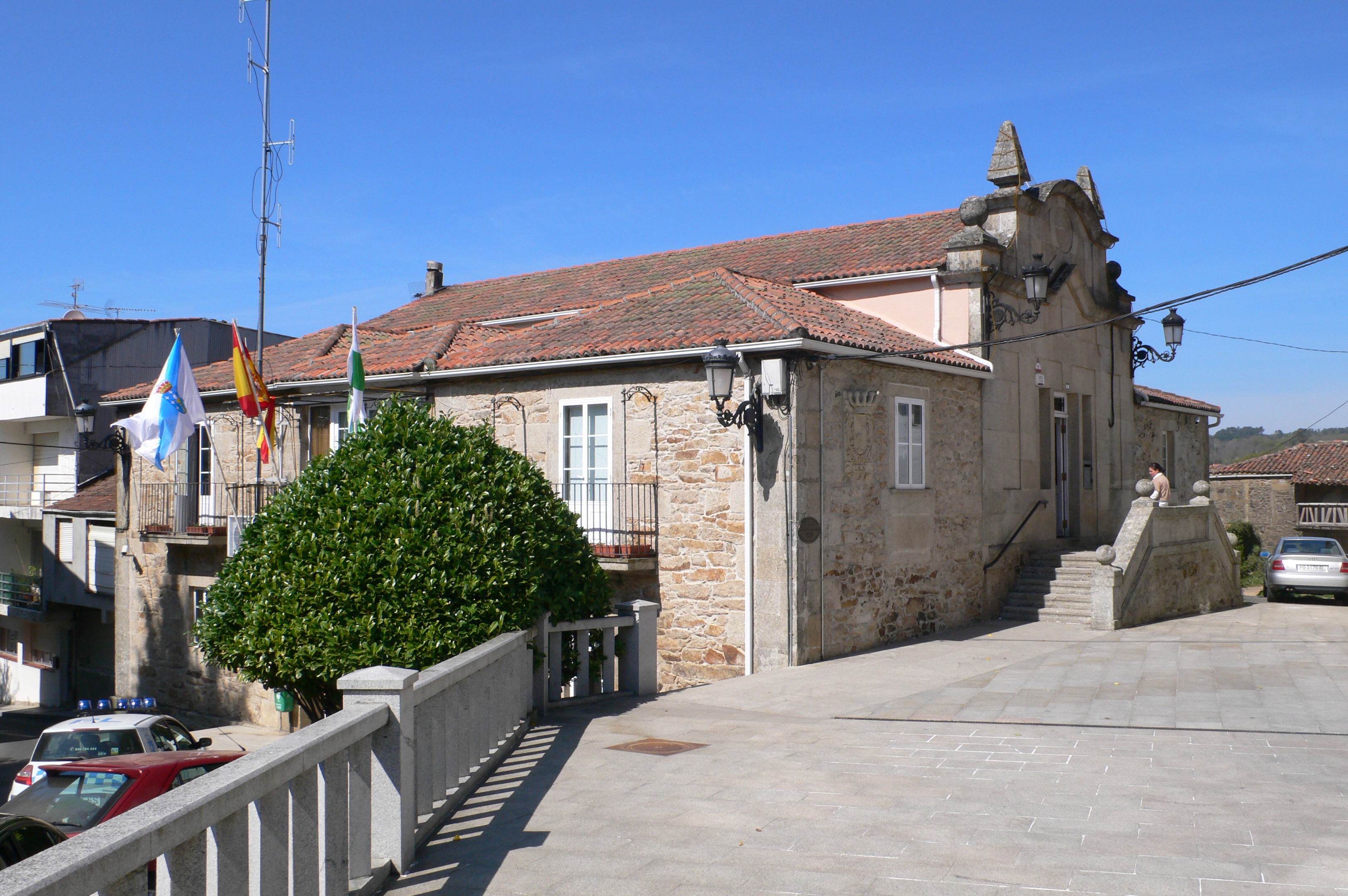
Antiguo Ayuntamiento
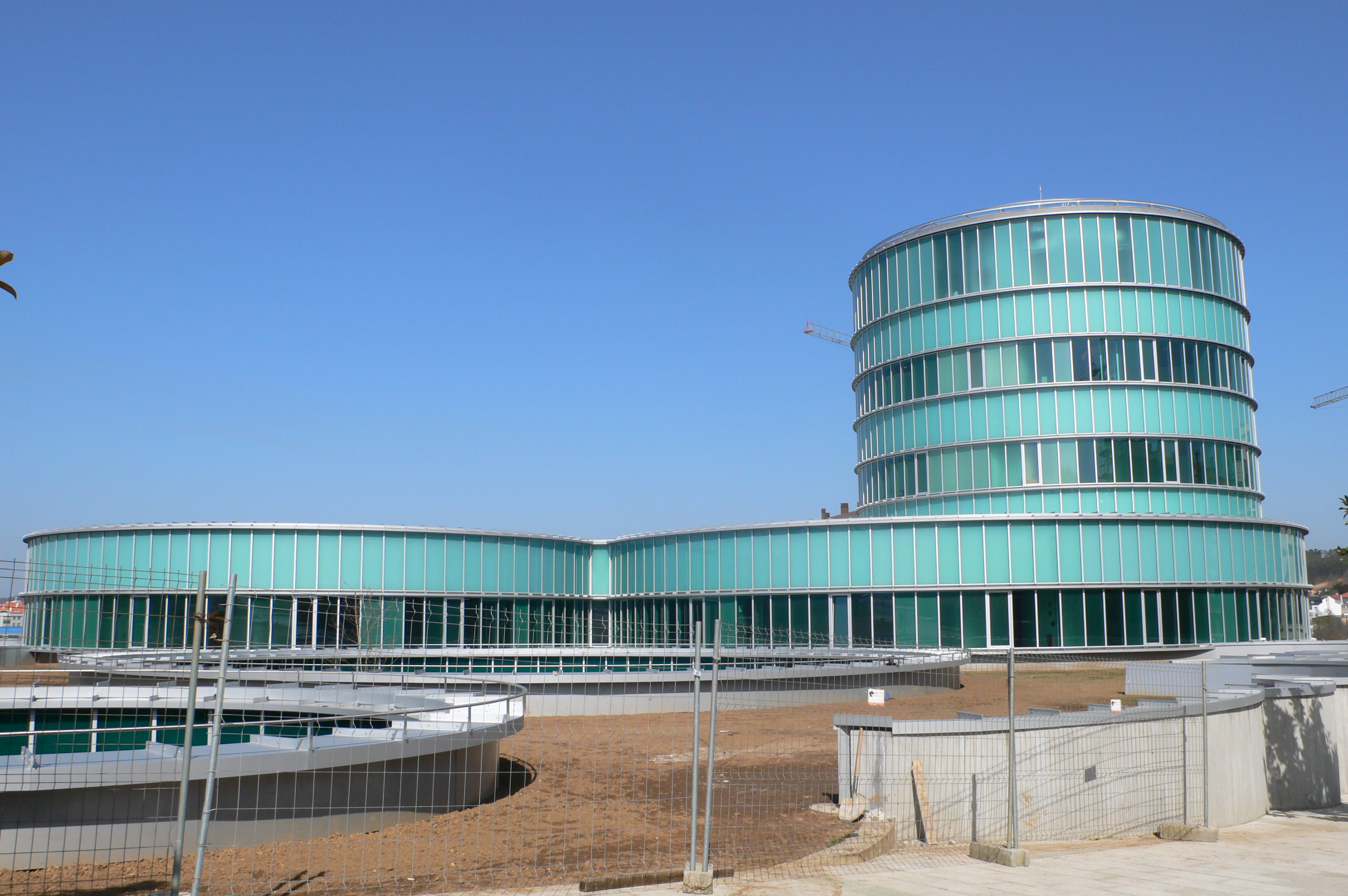
El nuevo Ayuntamiento
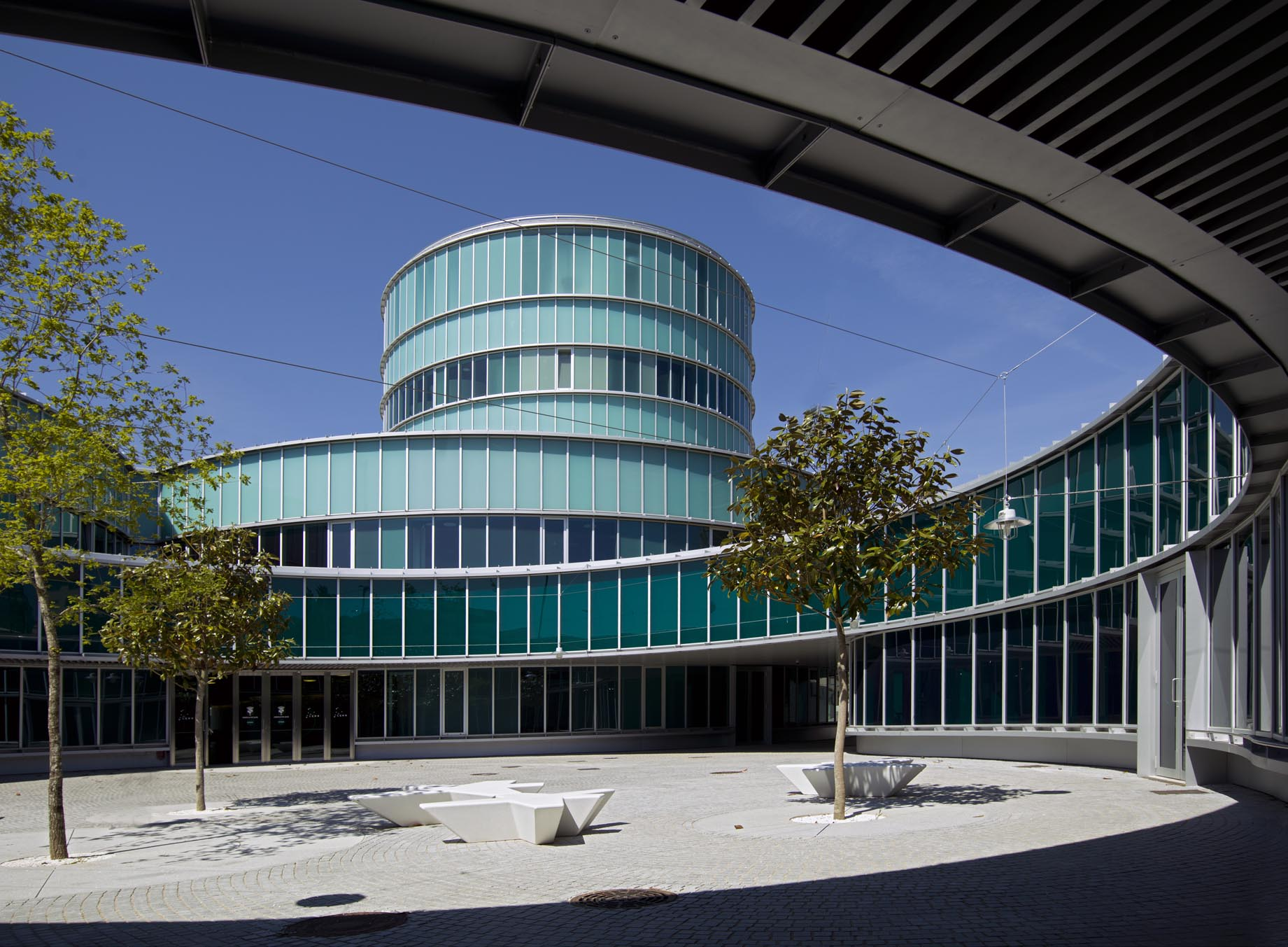
Patio interior
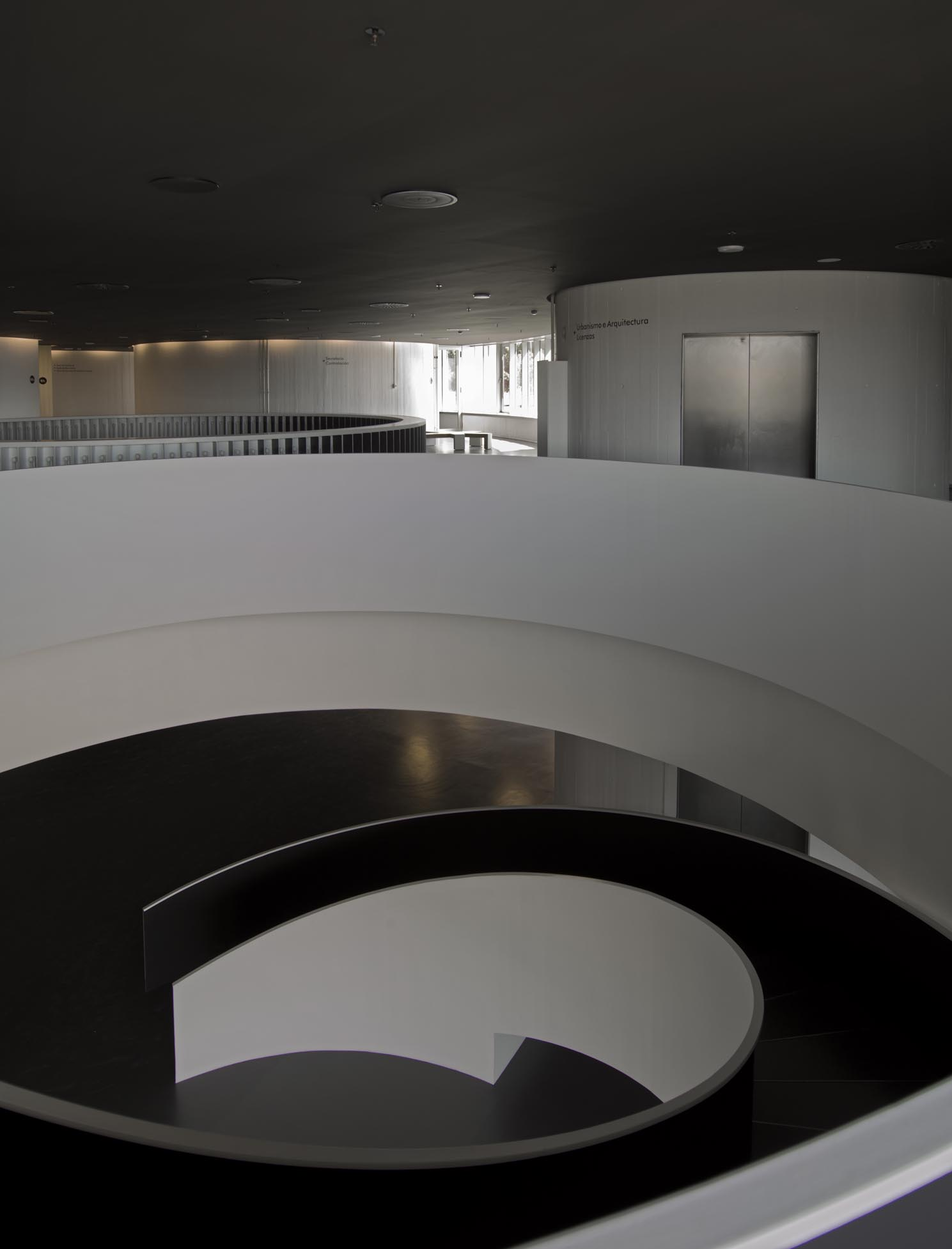
Escalinata interior
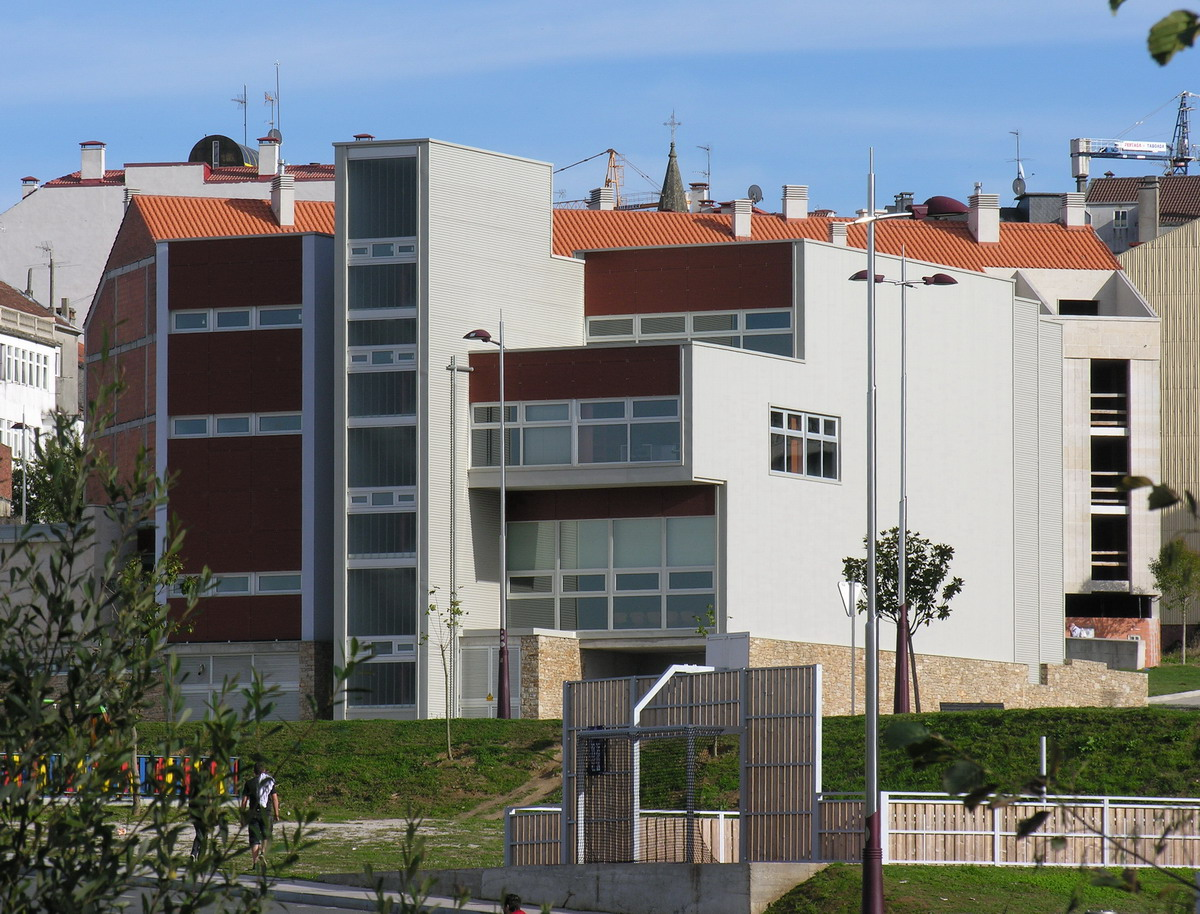
Juzgados

## Ciudades hermanadas
- Chascomús, Argentina
- Las Escaldas-Engordany, Andorra